# Collection Campana
Pour les articles homonymes, voir Campana (homonymie).

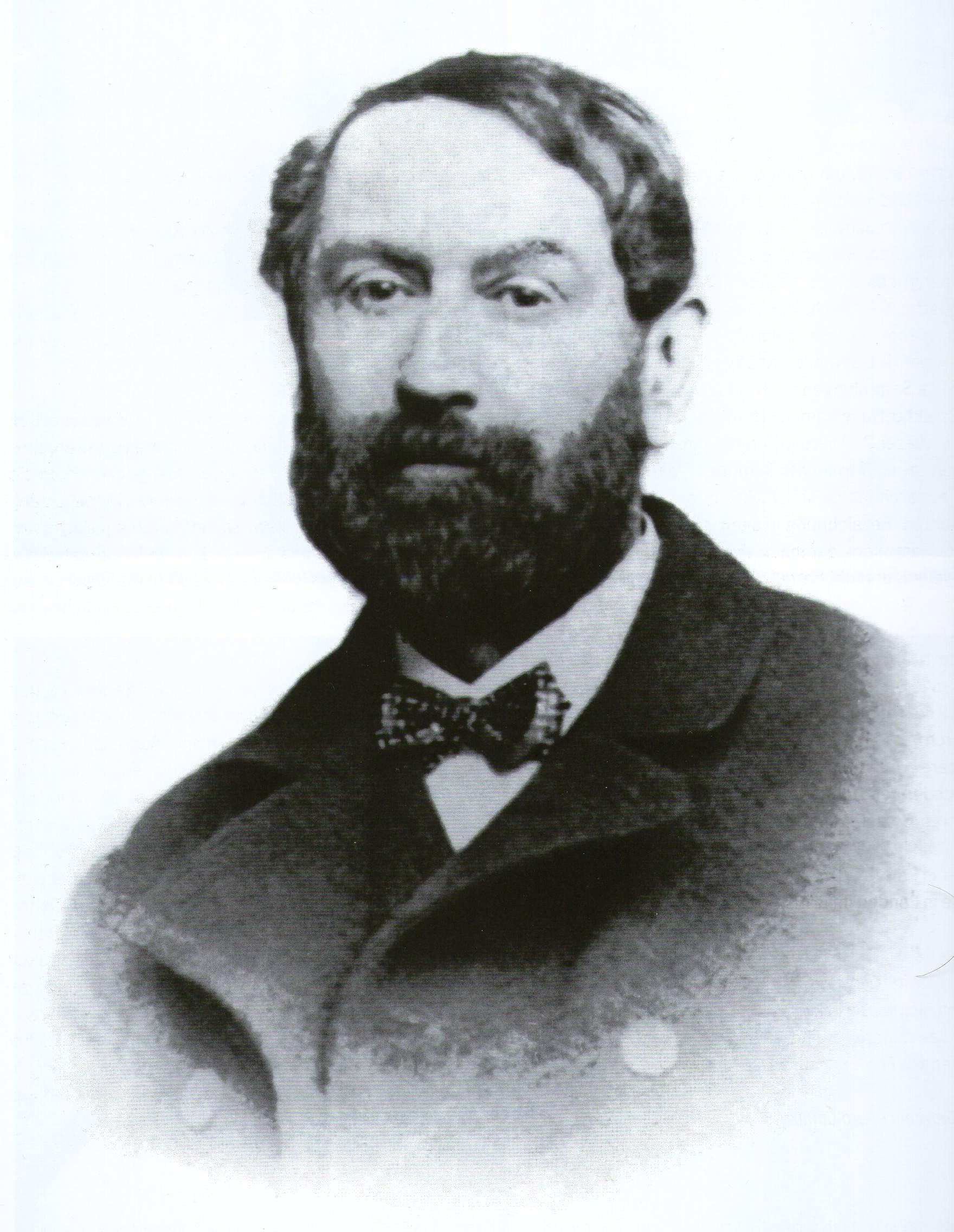
Giampietro Campana.

La collection Campana est une collection d'œuvres d'art et d'archéologie, principalement originaires d'Italie, rassemblée au XIXe siècle par le marquis Giampietro Campana. Elle a été mise en vente et dispersée entre différents musée d'Europe à partir de 1857.

## Constitution et dispersion
La collection de Giampietro Campana Di Cavelli est constituée à Rome durant la première moitié du XIXe siècle. C'est la plus extraordinaire collection privée d’œuvres d'art et d'antiques de l'époque. Elle est exposée dans les différentes villas appartenant au marquis de Campana à Rome et dès 1838 elle est fameuse dans toute l'Europe pour être « la collection particulière la plus riche et la plus variée » . Le pape Pie IX lui-même visite la collection en 1846.

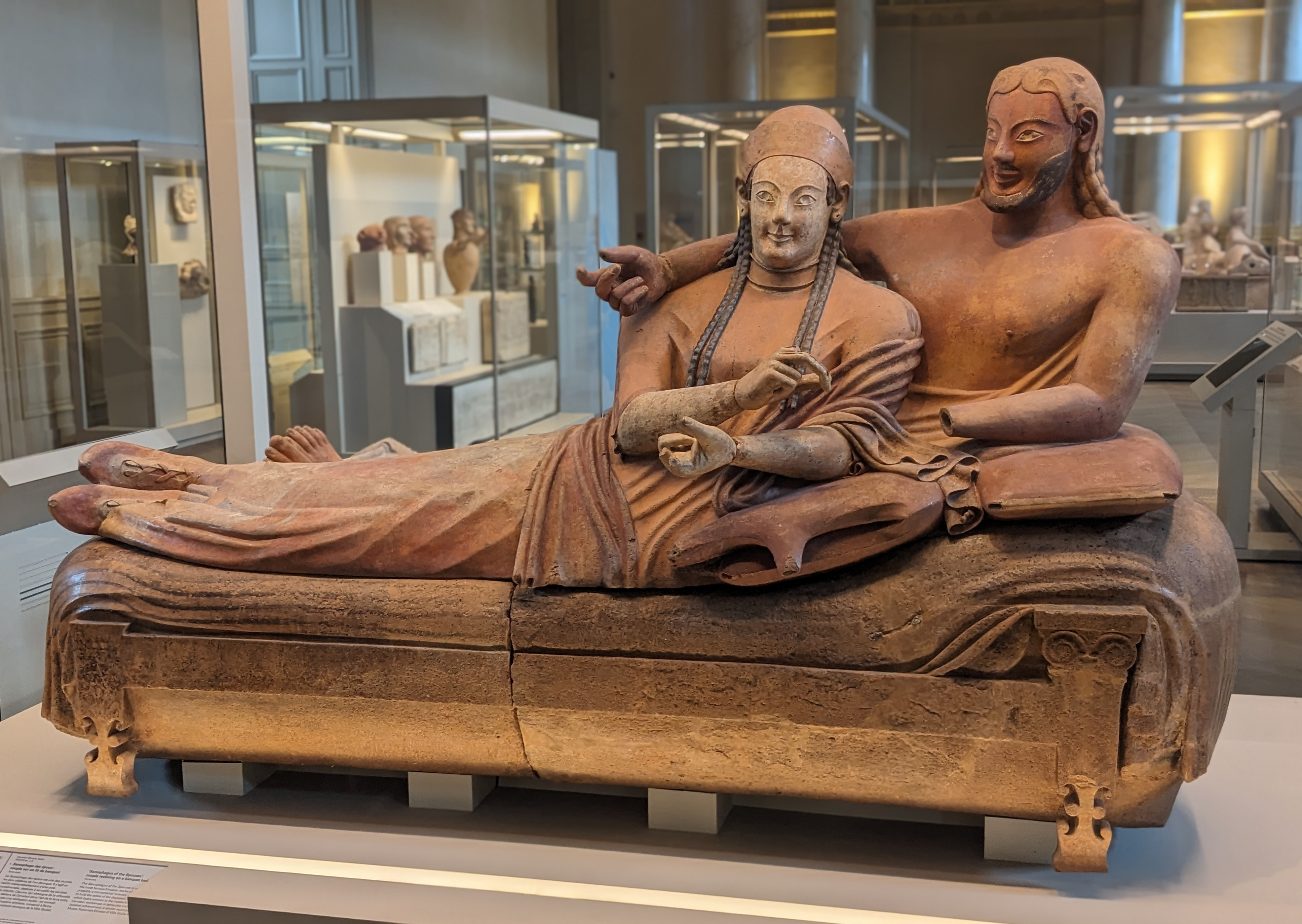
Le sarcophage des époux, musée du Louvre, DAGER, Cp 5194.

Les œuvres sont principalement des tableaux et sculptures de la renaissance italienne, une collection de céramiques grecques et étrusques et un ensemble de bijoux antiques. L'originalité de la collection d'antique réside dans l'origine des objets. En effet, Giampetro Campana commandite lui-même des fouilles à Rome et en Étrurie. La collection est ainsi très hétérogène avec des objets d'un intérêt de premier plan qui côtoient des artefacts plus ordinaires, voire faux, destinés à être vendus ou échangés. Ainsi les terres cuites bénéficient des restaurations parfois très invasives des frères Pietro et Enrico Penelli. Ces derniers étaient déjà célèbres du vivant de Giampetro Campana pour leurs reconstitutions de terres cuites antiques. Salomon Reinach écrit ainsi : « que les procédés de restauration adoptés dans les ateliers de Campana ne s’embarrassaient pas de scrupules exagérés et que les restaurateurs employés par le marquis, Pennelli et d’autres, opéraient quelquefois par ordre, à la façon des faussaires ».  
Dans le but de vendre sa collection, il a rédigé un catalogue en 1857 pour la présenter. Il l'a répartie en douze ensembles ou classes :
I- Vasi dipinti etruschi e italo-greci,
II- Bronzi etruschi e romani,
III- Ori, argenti, glittica etrusca e romana,
Serie de monete in oro del romano impero da Augusto agli imperatori bizantini e saggio di monete d'oro consolari
IV- Opere in plastica o terrecotte etrusche e greche-romane e sculture etrusche in alabastri e pietre indigene,
V- Vetri etruschi, romani e fenicî,
VI- Dipinti etruschi antichissimi di Cere ed affreschi grechi e romani,
VII- Scultura greco-romana,
VIII- Opere del risorgimento della pittura in Italia dall'epoca delle scuole bizantine fino a Raffaello,
IX- Opere de' principali maestri e capiscuola della pittura italiana dai primordî del 1500 fin quasi al 1650,
X- Gabinetto de pitture in majolica dei piu' celebri artefici d'Italia del secolo XV al XVI,
XI- Sculture in majolica di Luca della Robbia e suoi contemporanei, ed un saggio di lavori di bassorilievo in marmo del Donatello e di Michel' Angelo,
XII- Oggetti diversi di curiosita' e di erudizione, etruschi e romani.
Les titres donnés aux différents ensembles composant sa collection montrent sa volonté de donner une vision aussi complète que possible, non seulement de l'art, mais aussi de la vie quotidienne dans l'Antiquité en Italie. Pour sa collection de bronzes il s'est intéressé aux armes, aux statuettes et aux ustensiles du quotidien, passant des plus belles productions plastiques aux détails les plus humbles de la vie domestique. Pour les sections VIII et IX, il a réuni plus de 600 tableaux de peinture italienne depuis ses origines jusqu'à 1700.
Pour payer l'achat d'une villa à Florence, Ottavio Gigli a confié une partie de sa collection d'œuvres d'art héritée de son père au marquis Campana qu'il avait enrichie de sculptures pour constituer un musée de sculptures du Risorgimento. Cette partie de sa collection a été impliquée dans les opérations financières du marquis Campana dans le Monte di Pietà de Rome et a été saisie avec celle du marquis.
À la suite de malversations, Campana est arrêté et voit sa collection saisie et mise en vente en 1857. En effet les autorités pontificales accusent le marquis de Campana de péculat et le condamnent à passer 20 ans aux galères avant de voir sa condamnation commuée en banissement, moyennant la cession de sa collection à l'État pontifical. 
La collection, quant à elle, est dispersée entre la Russie, la Grande-Bretagne et la France. On retrouve ainsi au South Kensington museum (aujourd'hui le Victoria and Albert museum) 84 majoliques et sculptures de la Renaissance italienne dès décembre 1860. Le tsar de Russie, Alexandre II, achète, lui, 777 antiques dont 519 vases. Une vaste majorité de ces objets sont aujourd'hui conservés au musée de l'Ermitage à Saint-Pétersbourg. 
Léon Heuzey qui connaît et apprécie la collection Campana souligne, en 1858, l'urgence qu'il y a pour l'État français d'acheter cette collection. En 1859, Jean-Victor Schnetz, directeur de l'Académie de France à Rome, écrit à Napoléon III pour le persuader d'acheter la collection Campana, insistant sur « l'heureuse influence qu'auraient sur les arts et même pour l'industrie la vue et l'étude d'aussi beaux modèles ». Informé de l'achat d'une partie de la collection par la Russie, Napoléon III décide de faire l'acquisition de la collection. Léon Renier, épigraphiste, proche d'Hortense et Sébastien Cornu, mène la négociation, sans intervention du musée du Louvre qui est tenu à l'écart. La collection est achetée en mars 1861, comprenant 11 835 objets, moyennant  la somme de 4 800 000 francs. Parmi ceux-ci on compte 10 295 antiques dont le sarcophage des époux, la plus importante collection de vases grecs connue jusqu'alors ainsi que 646 tableaux dont des chefs-d'œuvre comme La Bataille de San Romano de Paolo Uccello, des sculptures et des objets d'art.
L'achat de la collection va créer une polémique entre ceux qui voulaient qu'elle reste un ensemble unique dans le Musée Napoléon III qui serait le musée des arts industriels à l'image de ce qui existait à Londres au musée du South Kensington, et leurs opposants qui demandaient que la collection soit attribuée au musée du Louvre et répartie entre les différents départements du musée.

## Musée du Louvre
Une partie de la collection est exposée à la maison pompéienne construite sous la direction de Nicolas Normand pour le prince Bonaparte. Mais rapidement après son acquisition, l'ensemble se retrouve entre les murs du palais de l'Industrie dans ce qui est le musée Napoléon III inauguré le 1er mai 1862, le même jour que l'Exposition universelle de Londres. Ce musée est éphémère et dès le 12 juillet 1862 un décret ordonne la fermeture de celui-ci et le transfert des objets au musée du Louvre. Ce dernier est par ailleurs autorisé à céder les artefacts qu'il possède en double ou qu'il juge inutiles à d'autres musées en région. C'est ainsi qu'aujourd'hui de très nombreux musées en région possèdent des éléments de cette collection.
C'est véritablement l'acquisition par Napoléon III de la collection Campana qui va permettre au musée du Louvre de faire un bond en avant, à la fois qualitatif et quantitatif, dans la compétition que se livrent les grands musées européens.
| Illustration | Titre | Artiste                                                        | Origine géographique                                                                 | Date                      | Technique/matériaux                             | Dimensions | Numéro d'inventaire                     | Département                  |
| ------------ | --- | -------------------------------------------------------------- | ------------------------------------------------------------------------------------ | ------------------------- | ----------------------------------------------- | --- | --------------------------------------- | ---------------------------- |
|              | Alexandre le Grand, roi de Macédoine (336-353 av. J.-C.), copie romaine d'un portrait de bronze d'Alexandre nu brandissant une lance                  | inconnu                                                        | D'après Lysippe (né à Sicyone, Péloponnèse, Grèce ; actif vers 370-300 av. J.-C.)    | vers 130 apr. J.-C.       | marbre                                          | H. 62 cm | Cp 6430                                 | département des sculptures   |
|              | Saint François d'Assise (1182-1226), | inconnu                                                        | Rome (Italie)                                                                        | vers 1225-1250            | bois, fond d'or                                 | H. 95 cm ; l. 39 cm | RF 975                                  | département des peintures    |
|              | Saint Jacques de la Marche (1391-1496) | Carlo Crivelli                                                 | Italie                                                                               | 1477                      | huile sur bois                                  | H. 198 cm ; l. 64 cm | MI 290                                  | département des peintures    |
|              | Plat d'apparat : Bella donna | inconnu                                                        | Deruta, Italie                                                                       | vers 1500-1530            | faïence lustrée                                 | diam. 24 cm | OA 1463                                 | département des objets d'art |
|              | La Vierge assise tenant l'Enfant sur les genoux et entourée de deux anges volants                                                                     | Antonio Rossellino                                             |                                                                                      | XVe siècle                | stuc polychrome                                 | H. 69,5 cm ; l. 53,5 cm ; pr. 8,5 cm | Camp 16                                 | département des sculptures   |
|              | Les Grimpeurs | attribué au peintre du bassin d'Apollon                        | Urbino ou Gubbio, lustré à Gubbio dans l'atelier de Maestro Giorgio Andreoli en 1531 | 1531                      | assiette, faience lustrée                       | H. 3,5 cm ; diam. 26 cm | OA 1538                                 | département des objets d'art |
|              | Scènes de l'histoire de Virginie : Appius Claudius fait arrêter Virginie ; Le Décemvir condamne Virginie à l'esclavage ; Virginie tuée par Virginuis, | Filippino Lippi                                                |                                                                                      | vers 1478-1480            | panneau provenant d'un coffre de mariage ? bois | H. 45 cm ; l. 126,5 cm | MI 501                                  | département des peintures    |
|              | Buste d'homme lauré | probablement fait et lustré dans l'atelier de Giorgio Andreoli | Gubbio                                                                               | 1530                      | assiette, faience lustrée                       | H. 2,5 cm ; diam. 23,5 cm | OA 1543                                 | département des objets d'art |
|              | La Vierge et l'Enfant entre deux anges musiciens | inconnu                                                        | Romagne                                                                              | vers 1470 ?               | bois                                            | H. 64,5 cm ; l. 41,7 cm | MI 539                                  | département des peintures    |
|              | Le Jugement de Pâris | atelier Fontana                                                | Urbino                                                                               | vers 1540-1550            | plat, faïence                                   | H. 4 cm ; diam. 45,5 cm | OA 1857                                 | département des objets d'art |
|              | Vénus et trois putti | Sandro Botticelli et atelier                                   | Florence                                                                             | 1510                      | bois                                            | H. 85 cm ; l. 219 cm | MI 546                                  | département des peintures    |
|              | Combat de tritons | inconnu                                                        | Bologne                                                                              | fin du XVe siècle         | relief, terre cuite                             | H. 38 cm ; l. 57,8 cm ; pr. 7,5 cm | Camp 84                                 | département des sculptures   |
|              | Assiette à décor de trophées et de chimère | inconnu                                                        | duché d'Urbino                                                                       | vers 1540                 | faïence                                         | H. 3 cm ; diam. 24 cm | OA 1788                                 | département des objets d'art |
|              | Pilastres à décor de candélabres | inconnu                                                        | Italie du Nord                                                                       | début du XVIe siècle      | pierre (bordures refaites)                      | H. 207 cm ; l. 27,8 cm ; pr. 12 cm H. 206,5 cm ; l. 27,8 cm ; pr. 12 cm | Camp 85 A Camp 85 B                     | département des objets d'art |
|              | Carreaux de pavement à décor de grotesques, | inconnu                                                        | Sienne                                                                               | 1509                      |                                                 | Deux carreaux à fond jaune : H. 19 et 19,3 cm ; l. 19,5 et 19,3 cm ; pr. 2 cm Deux carreaux à fond noir : H. 20,5 cm ; l. 13,5 cm ; pr. 1,8 cm Carreau carré à fond jaune : l. 13,8 cm ; pr. 2,2 cm | OA 1636 OA 1637 OA 1641 OA 1643 OA 1644 | département des objets d'art |
|              | Deux têtes de séraphins | Andrea della Robbia                                            | Florence                                                                             | vers 1494-1519            | terre cuite émaillée                            | H. 33,5 cm ; pr. 11 cm H. 33,5 cm ; pr. 11,5 cm | Camp 65 A Camp 65 B                     | département des sculptures   |
|              | Vase à deux anses | inconnu                                                        | Deruta (Ombrie)                                                                      | 1re moitié du XVIe siècle | faïence lustrée                                 | H. 26,3 cm ; l. 25 cm | OA 1879                                 | département des objets d'art |
|              | Plat d'apparat « Bella Donna » | inconnu                                                        | Deruta (Ombrie)                                                                      | début du XVIe siècle      | faïence lustrée                                 | H. 4,5 cm ; diam. 32,8 cm | OA 1704                                 | département des objets d'art |
|              | Assiette à cuvette profonde, décorée d'un putto tenant une épée ensanglantée et une tête coupée                                                       | inconnu                                                        | Gubbio (Ombrie)                                                                      | vers 1525-1535            | faïence lustrée                                 | H. 4 cm ; diam. 24,5 cm | OA 1532                                 | département des objets d'art |
|              | Coupe à décor moulé figurant la Vierge à l'Enfant | inconnu                                                        | Gubbio (Ombrie)                                                                      | vers 1530-1540            | faïence lustrée                                 | H. 6 cm ; diam. 21,5 cm | OA 1474                                 | département des objets d'art |
| 1.           | |                                                                |                                                                                      |                           |                                                 | |                                         |                              |

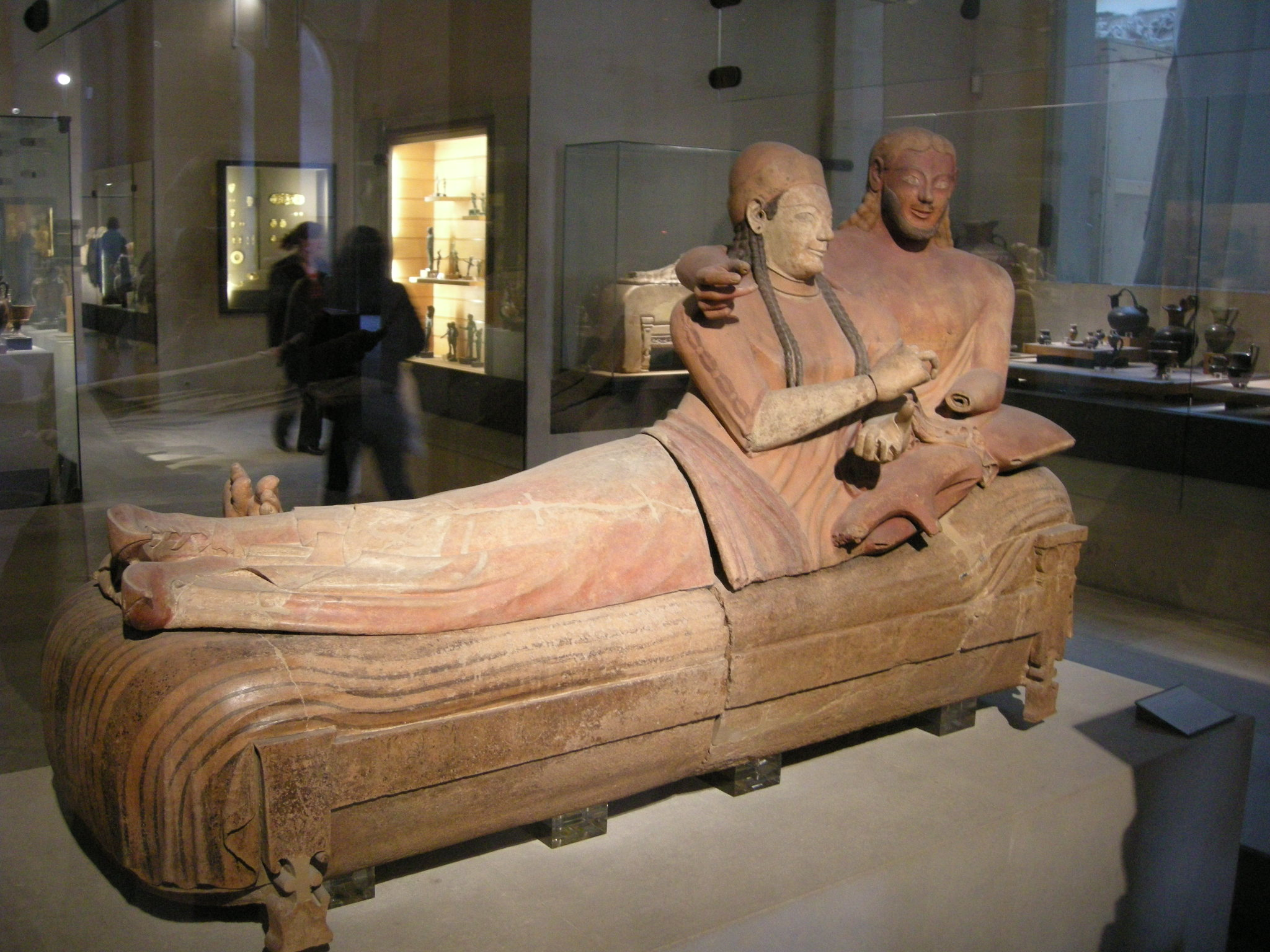
Sarcophage des Époux, Cp 5194.
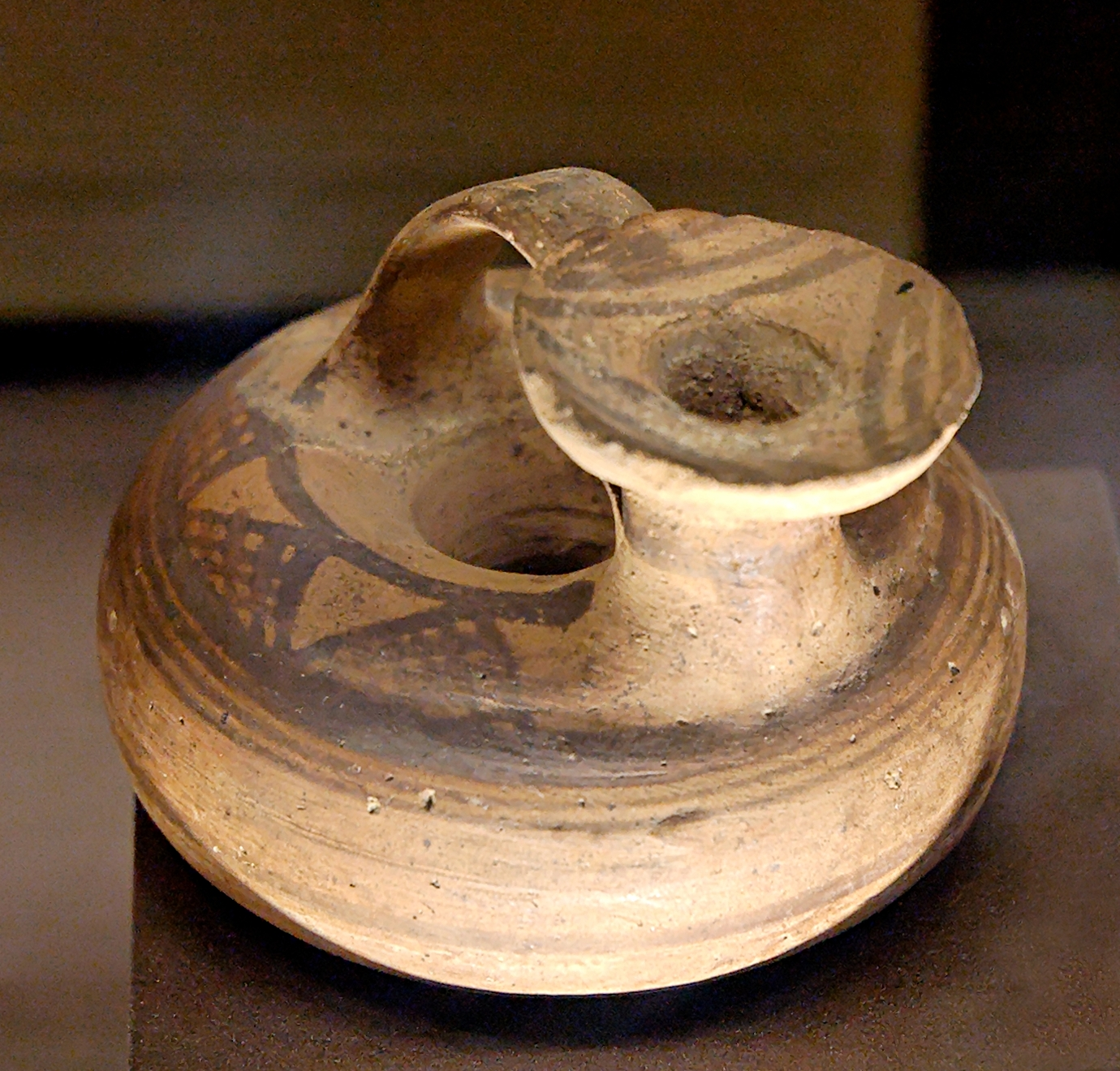
D 115.
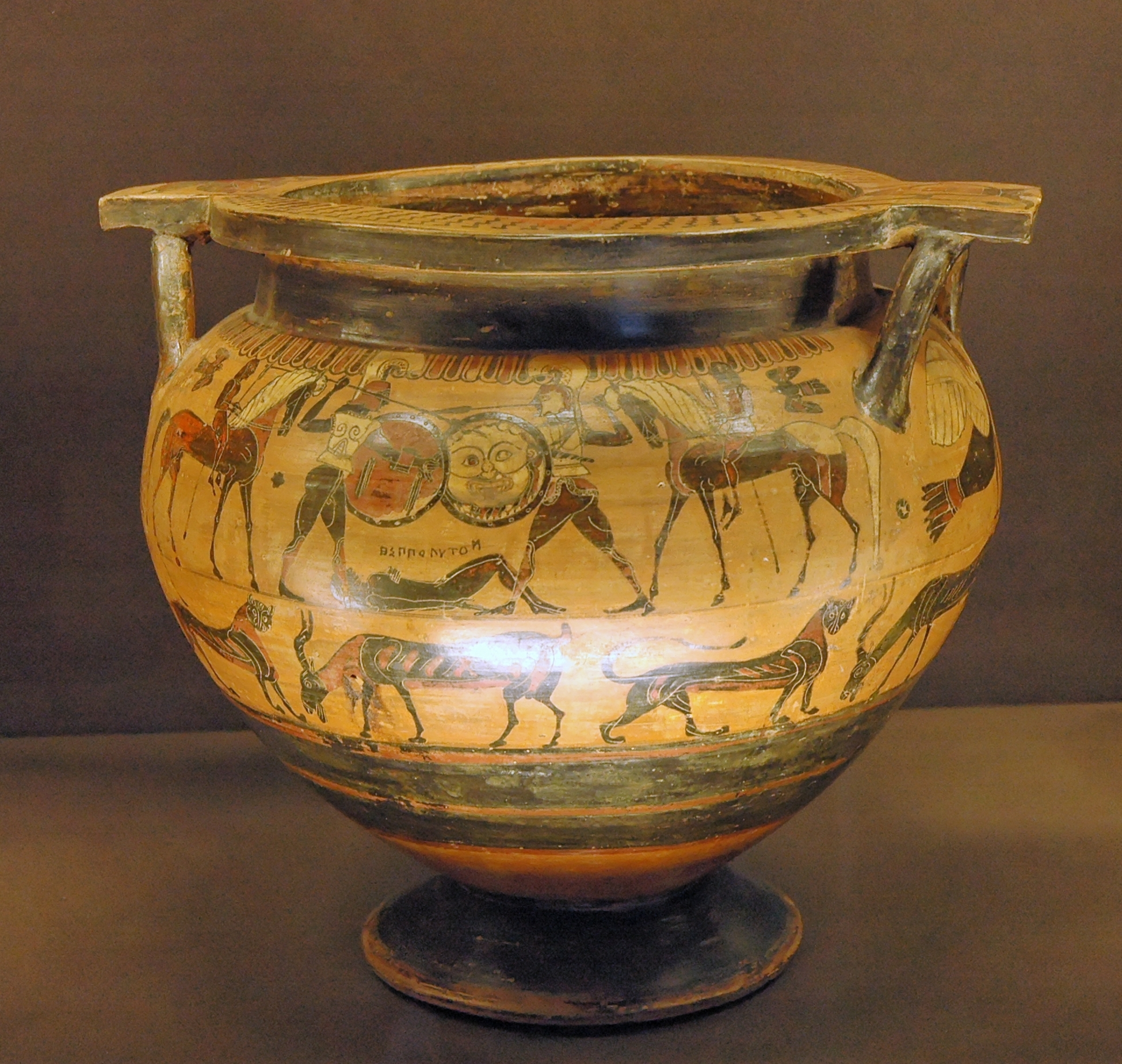
E 636.
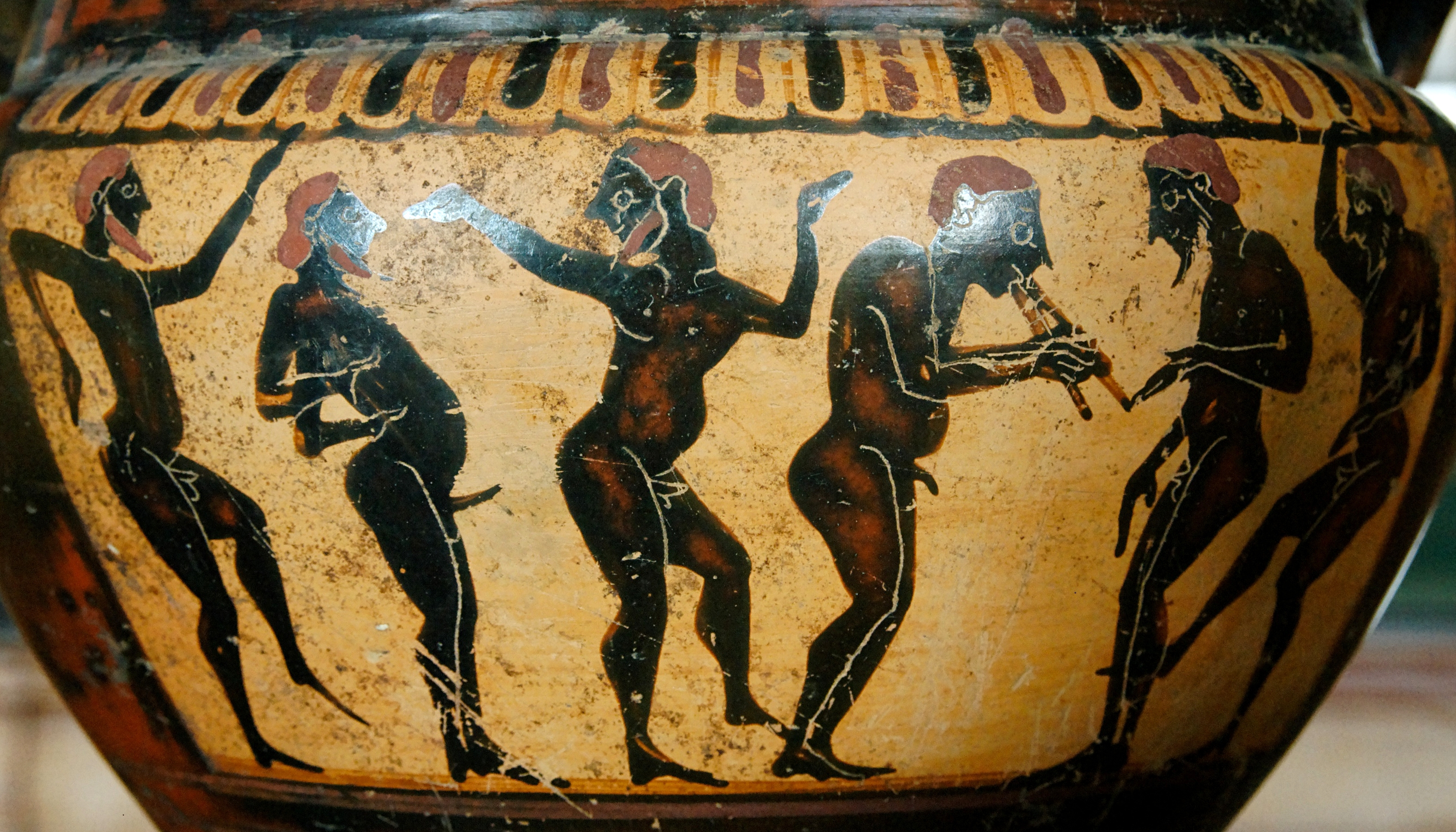
E 655.
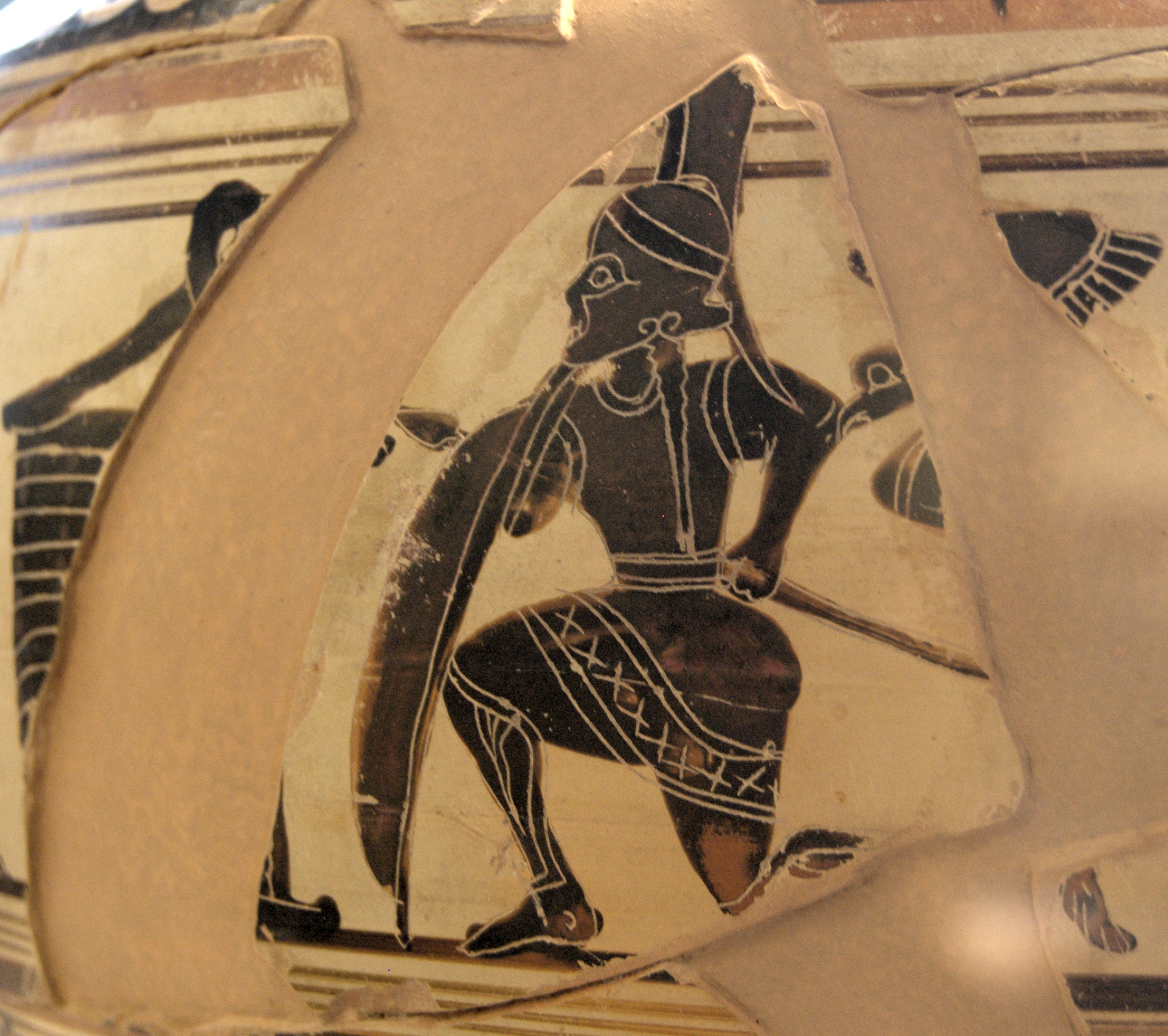
E 662.
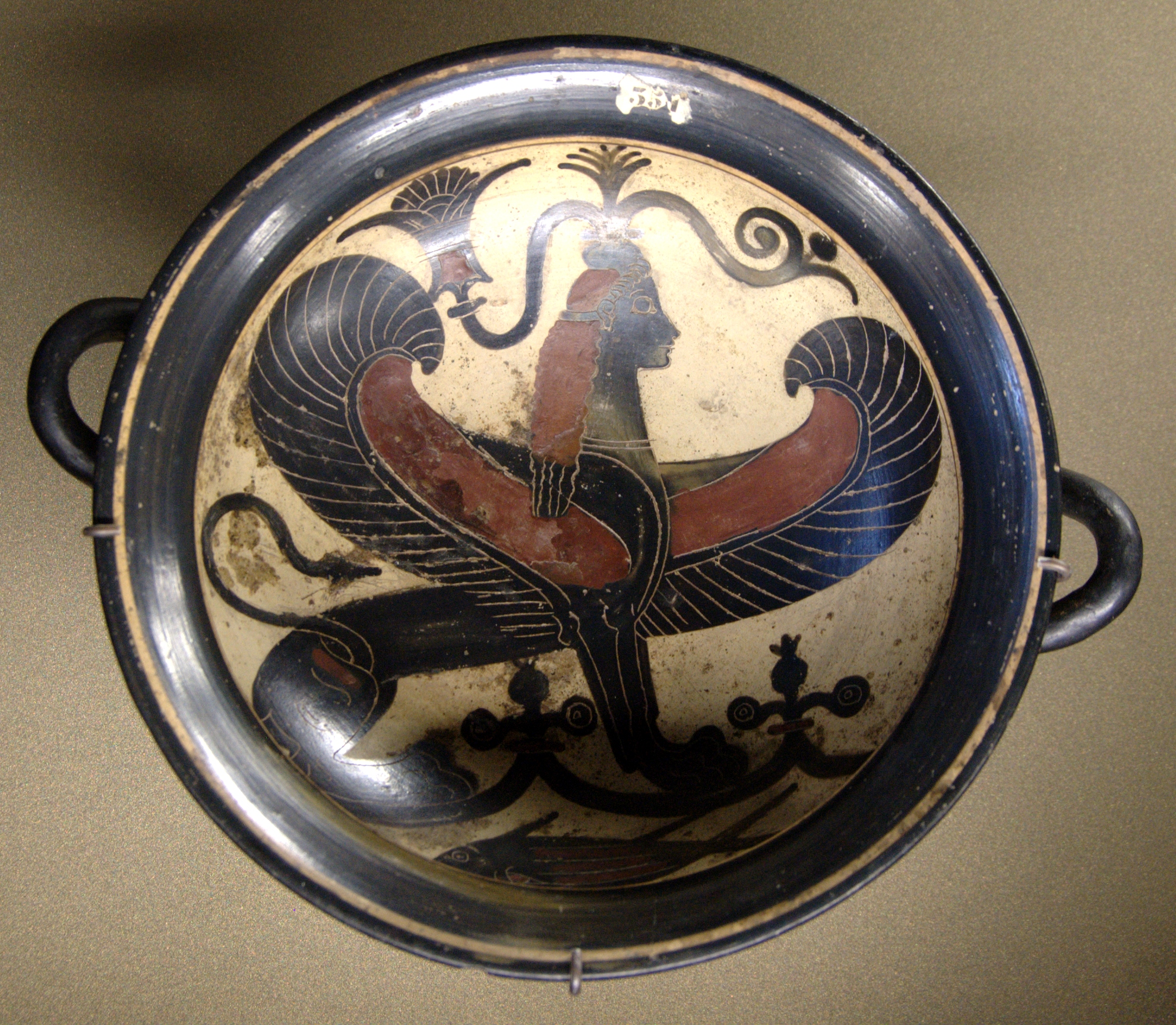
E 664.
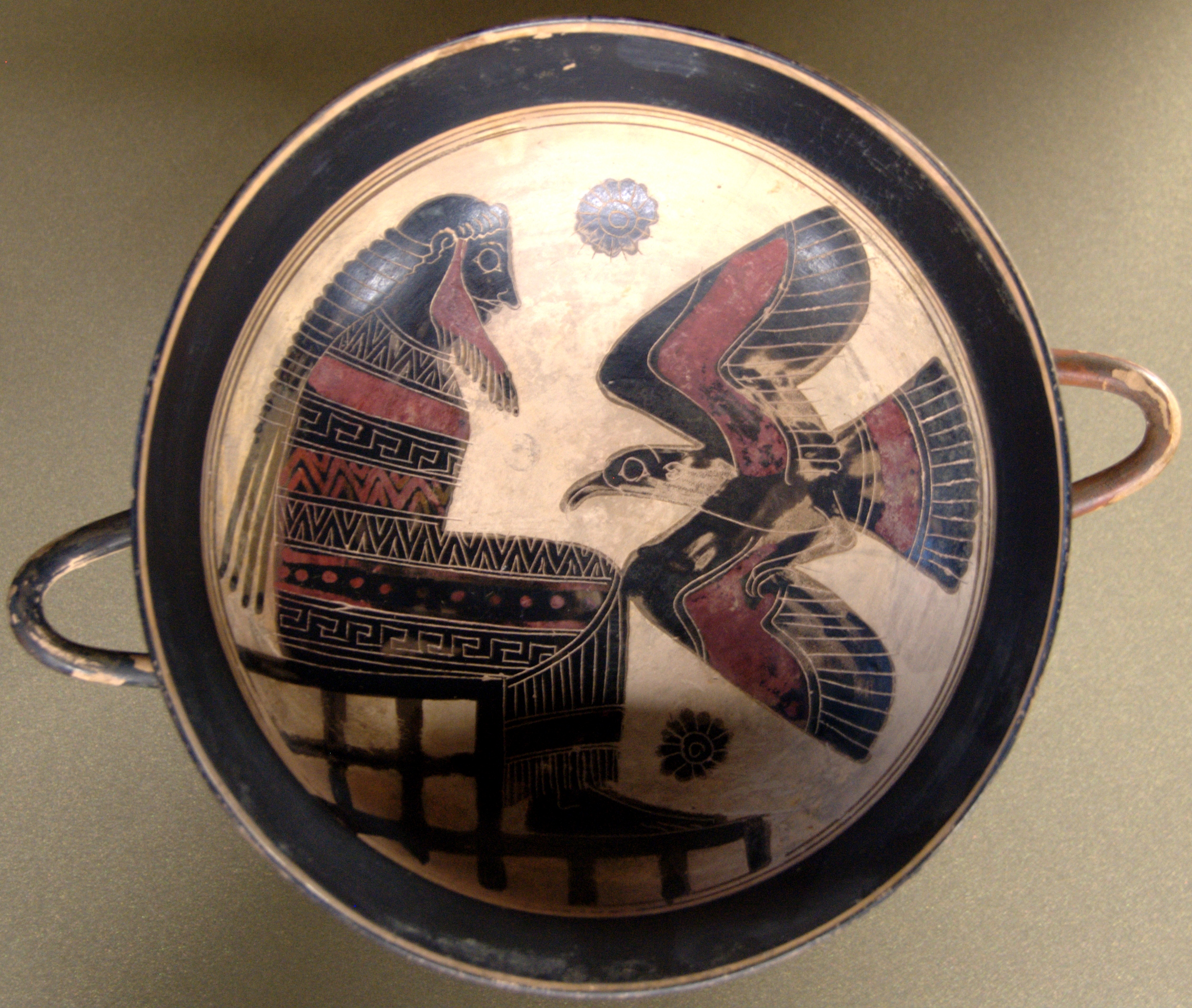
E 668.
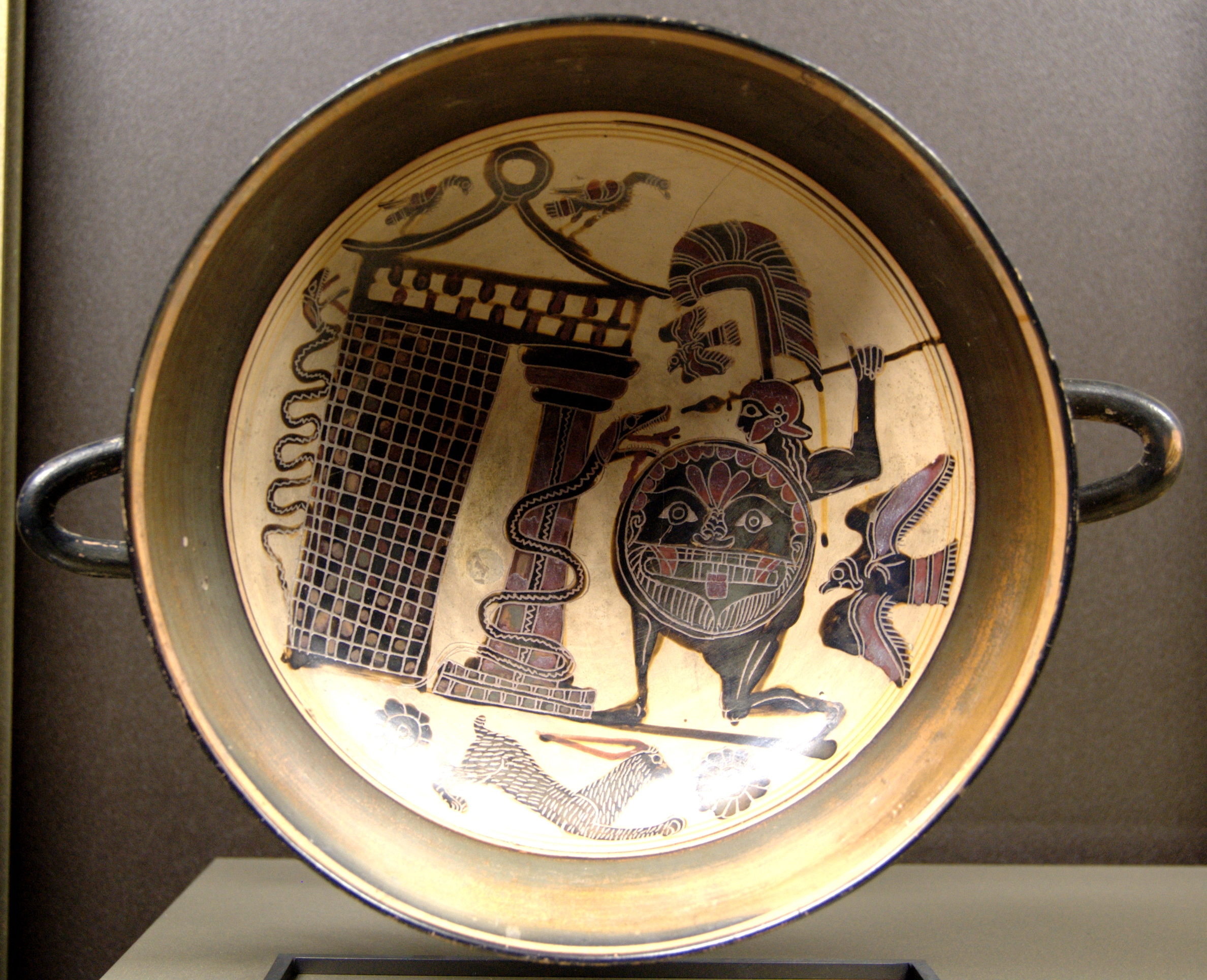
E 669.
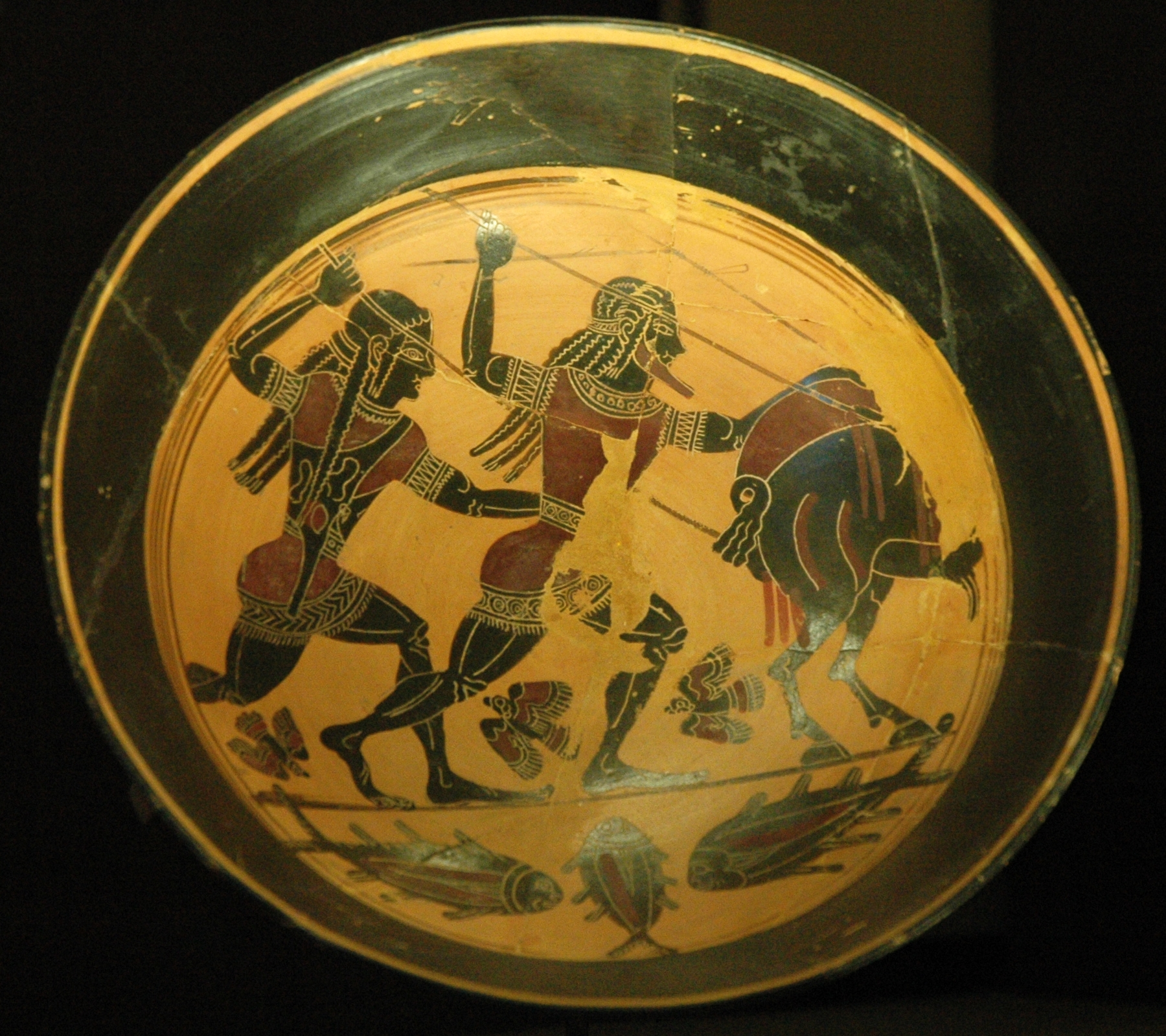
E 670.
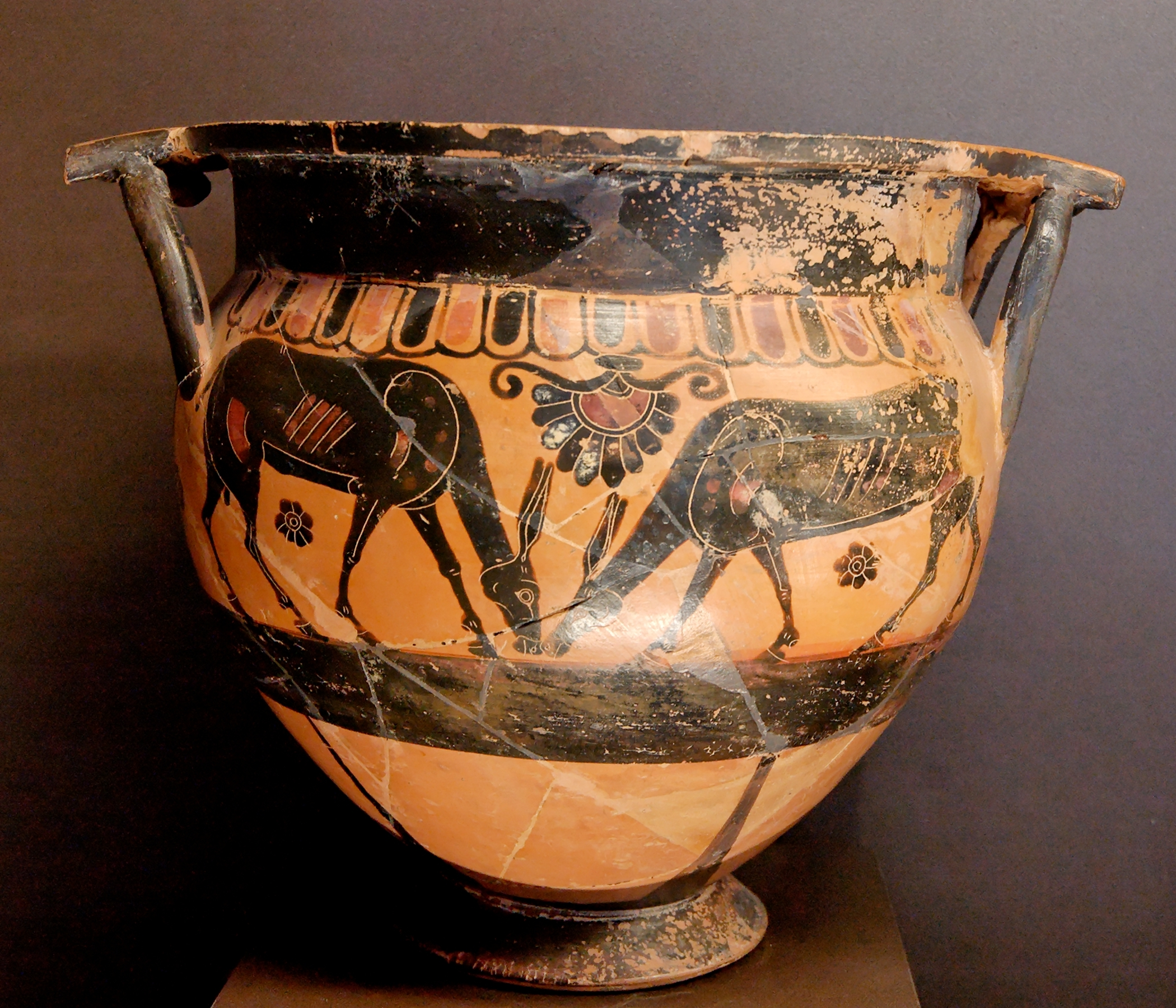
E 677.
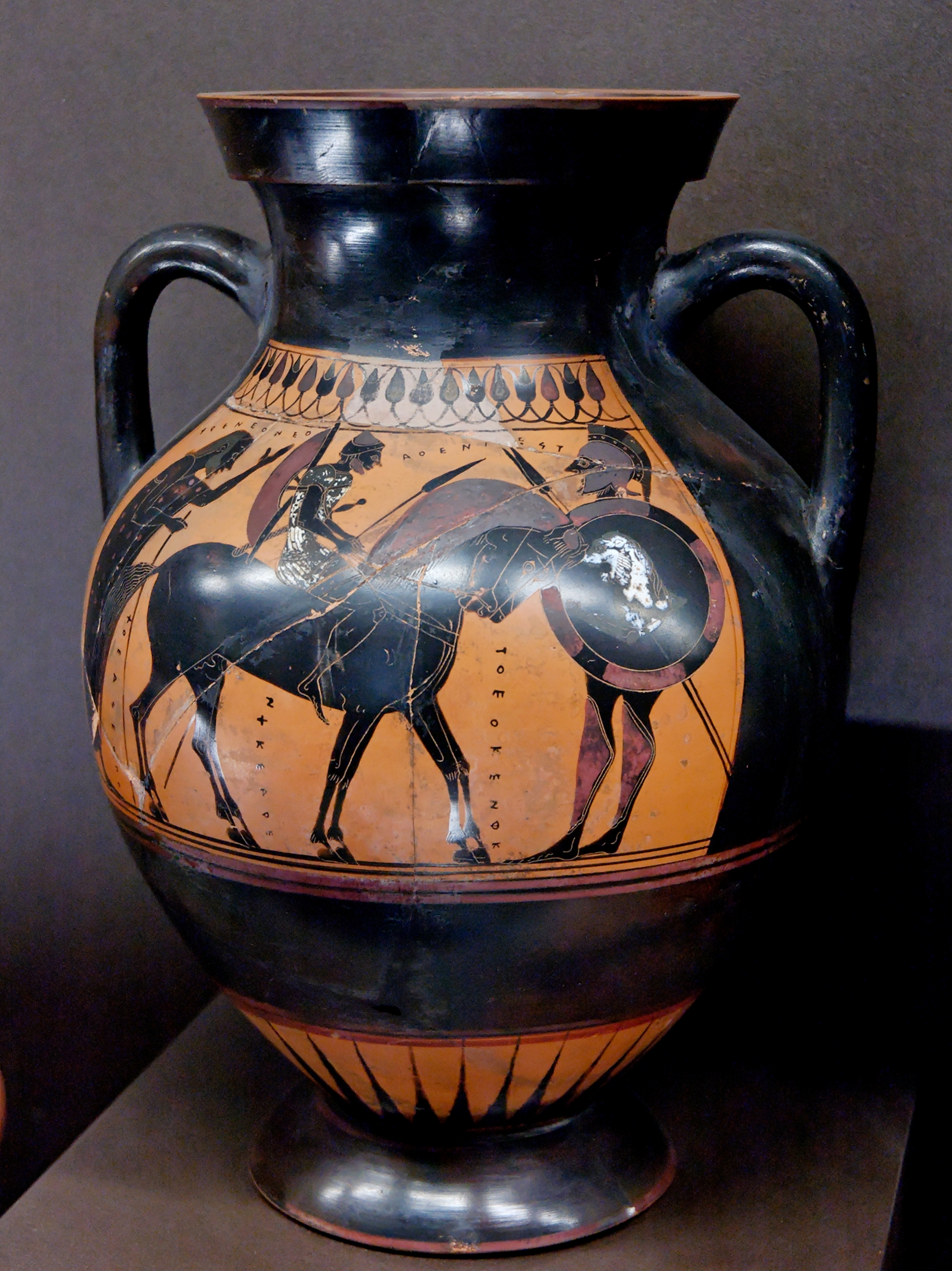
E 804.
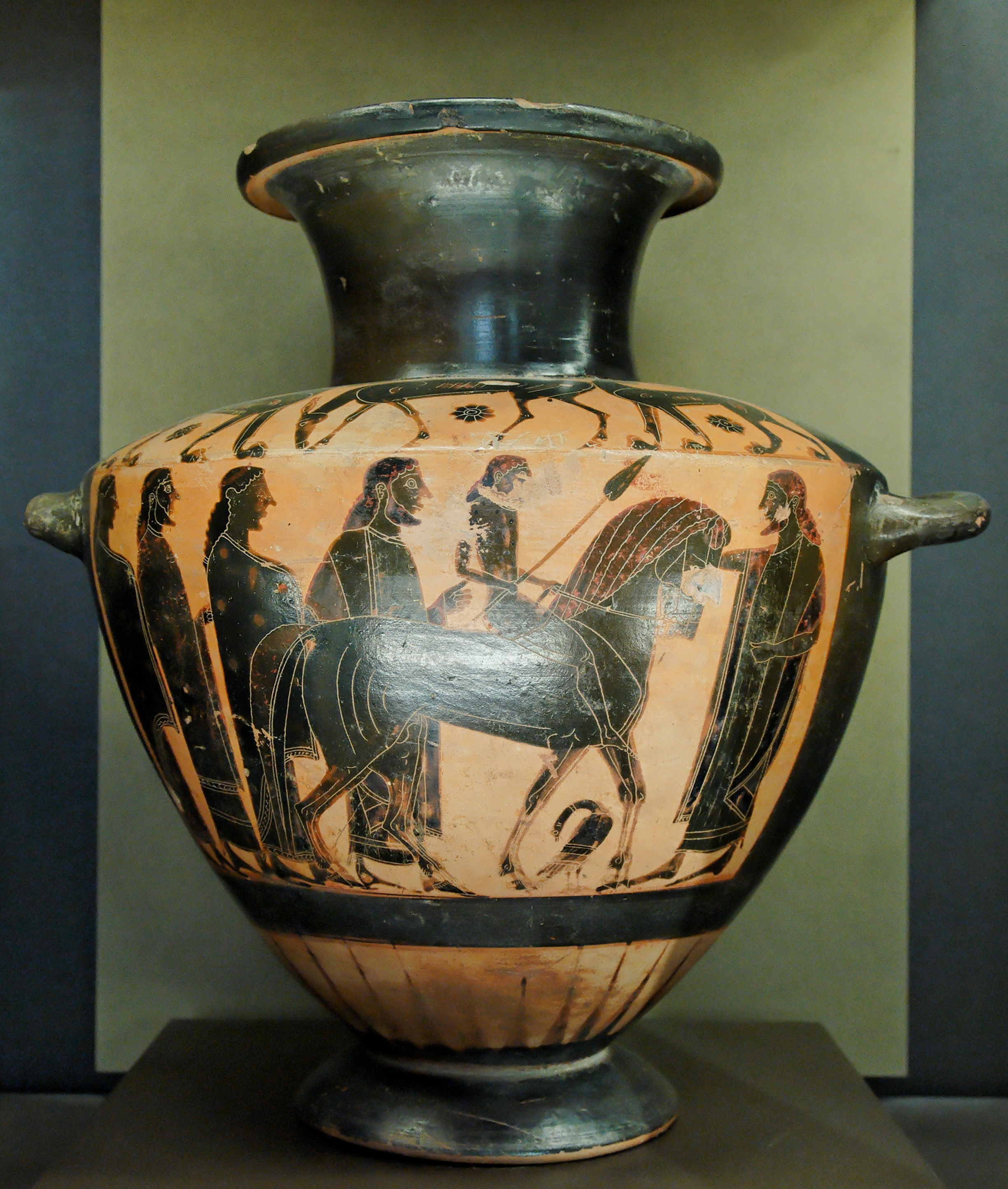
E 804.
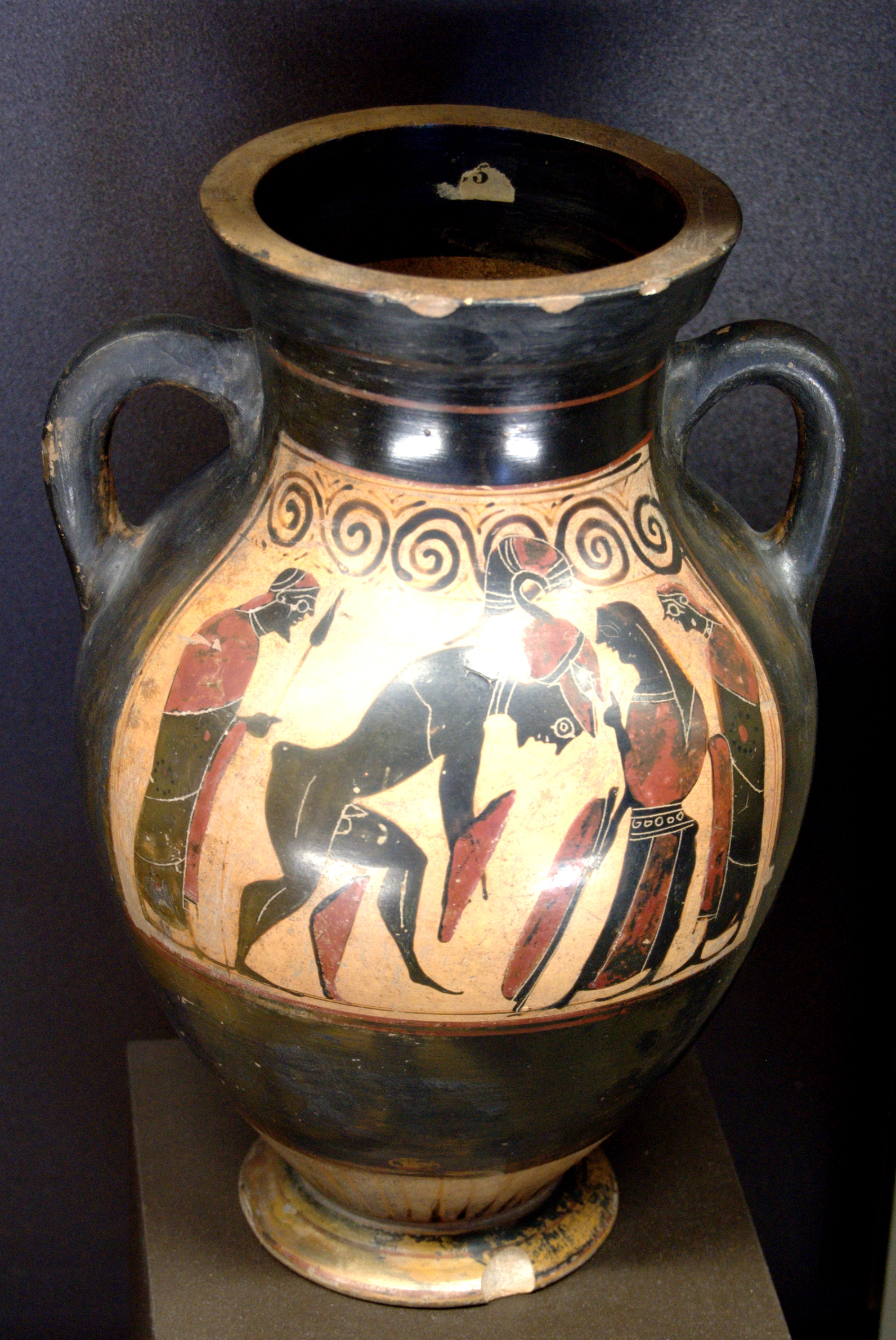
E 813.
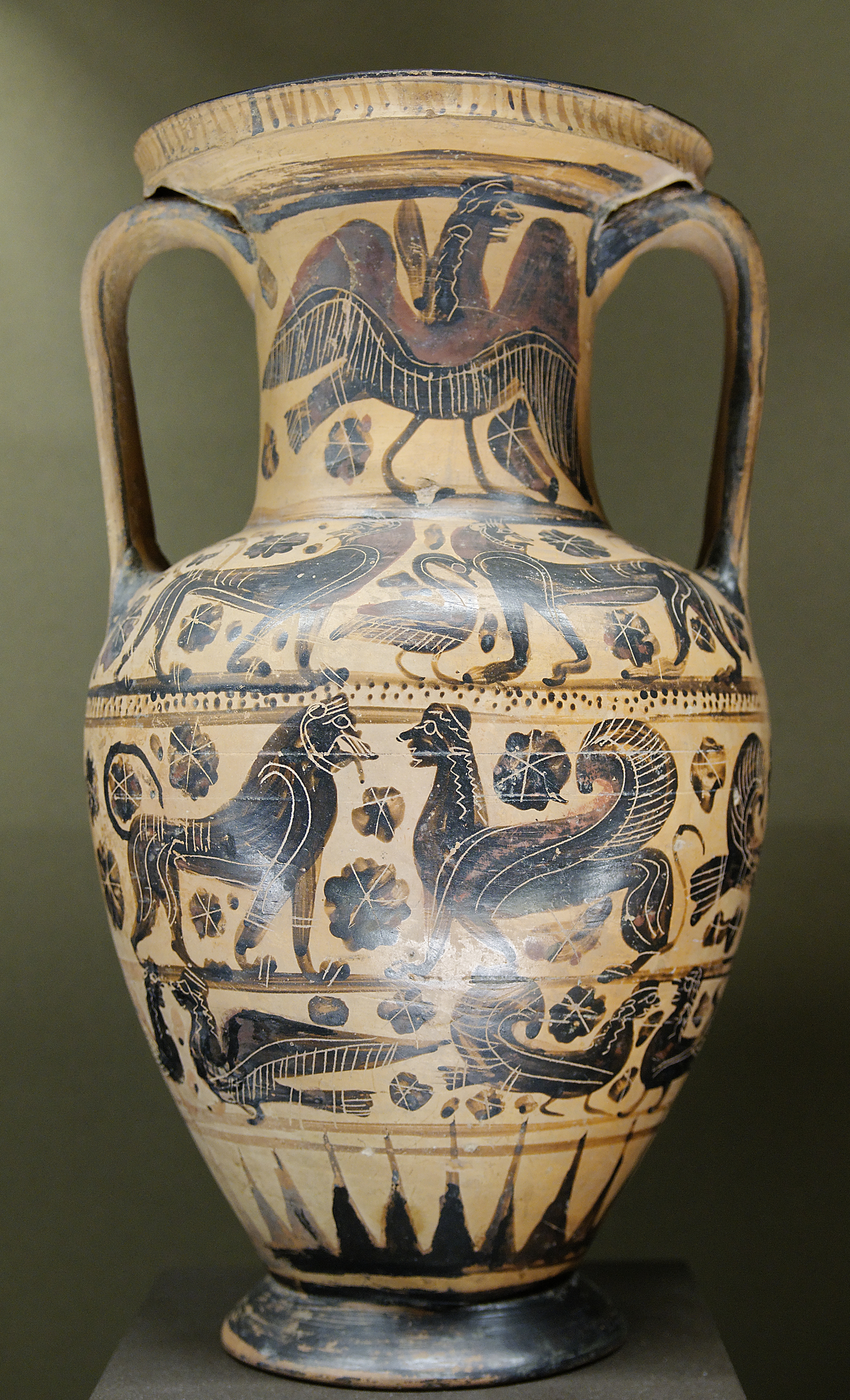
E 814.
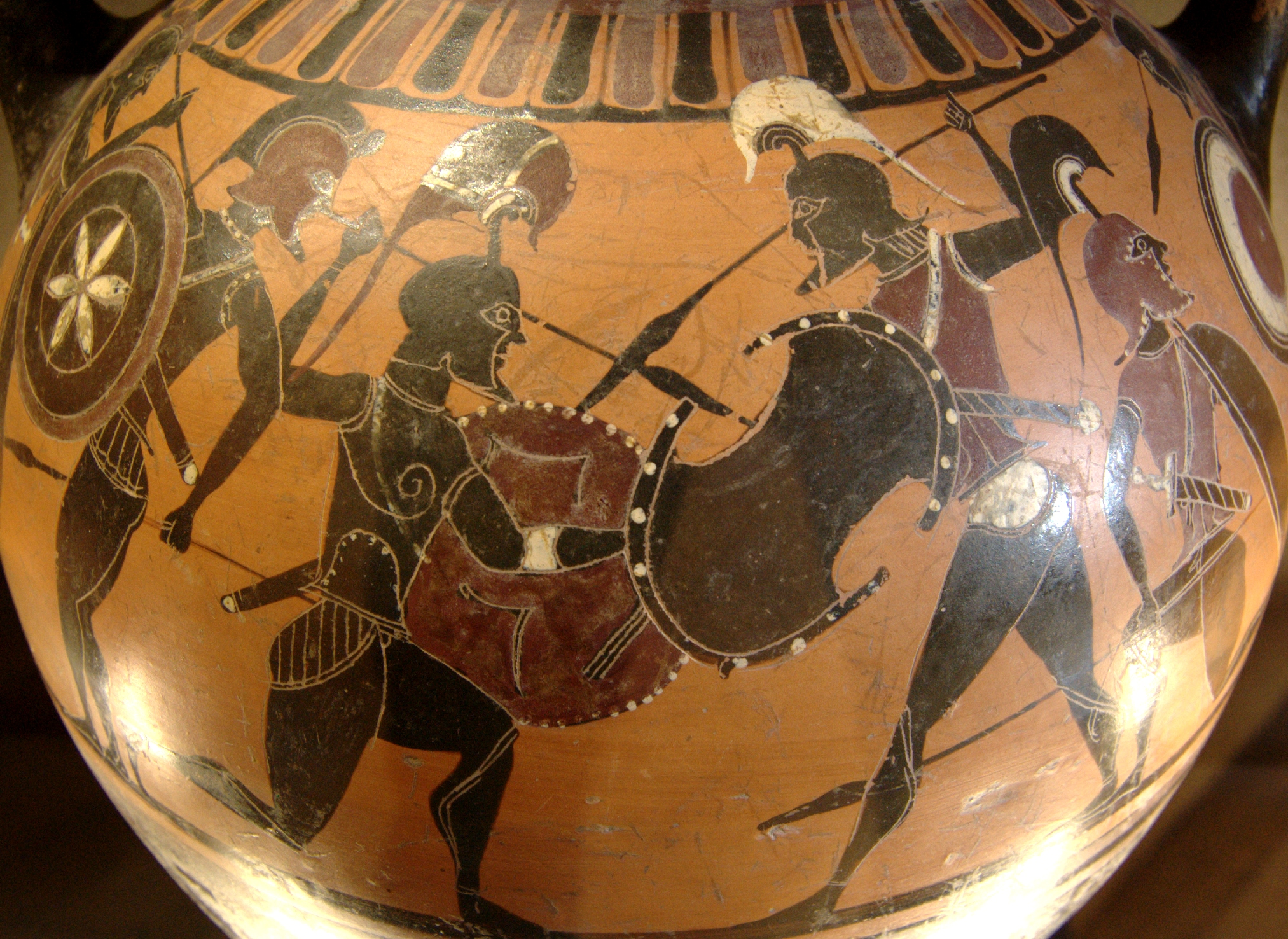
E 866.
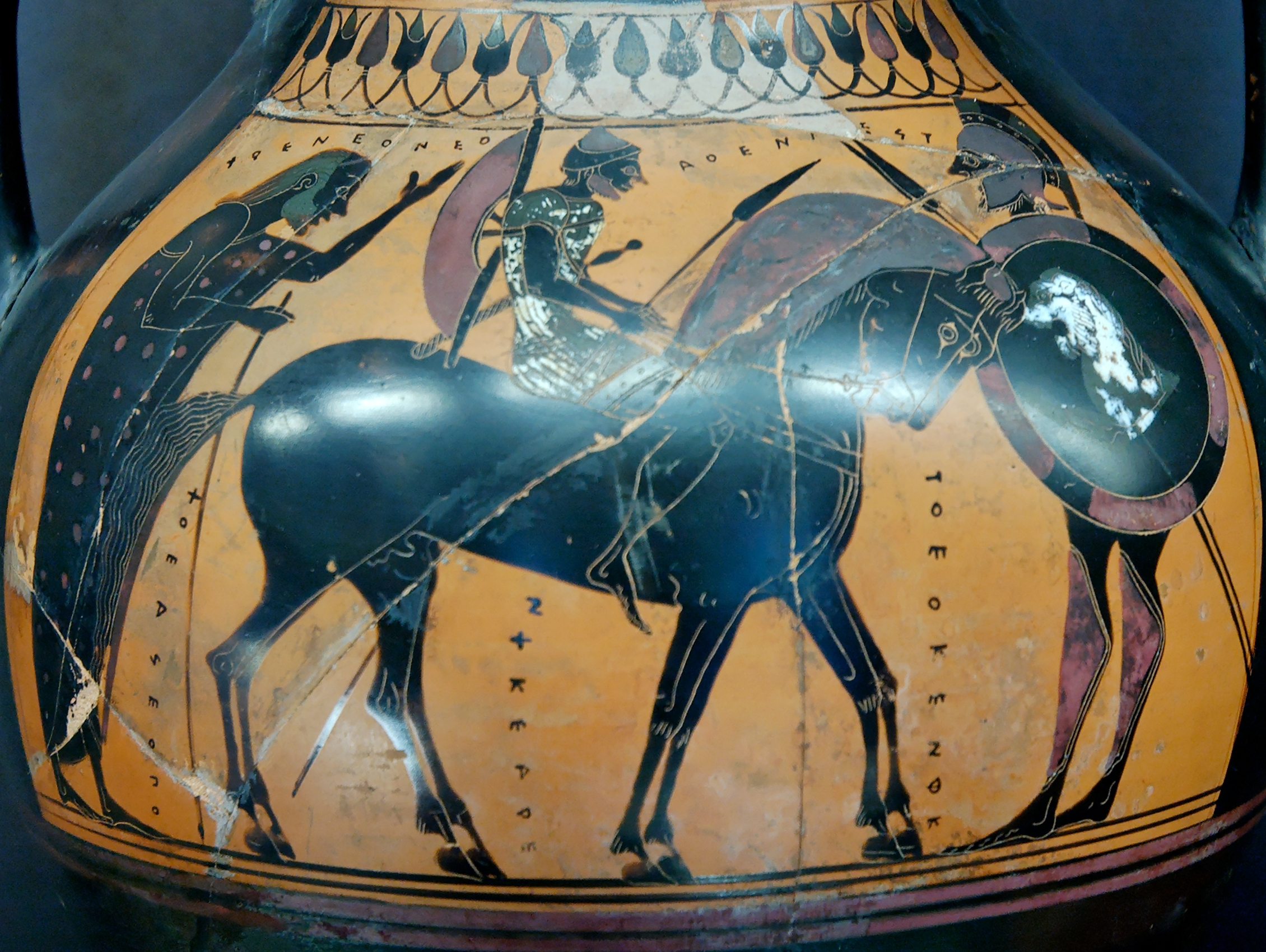
F 12.
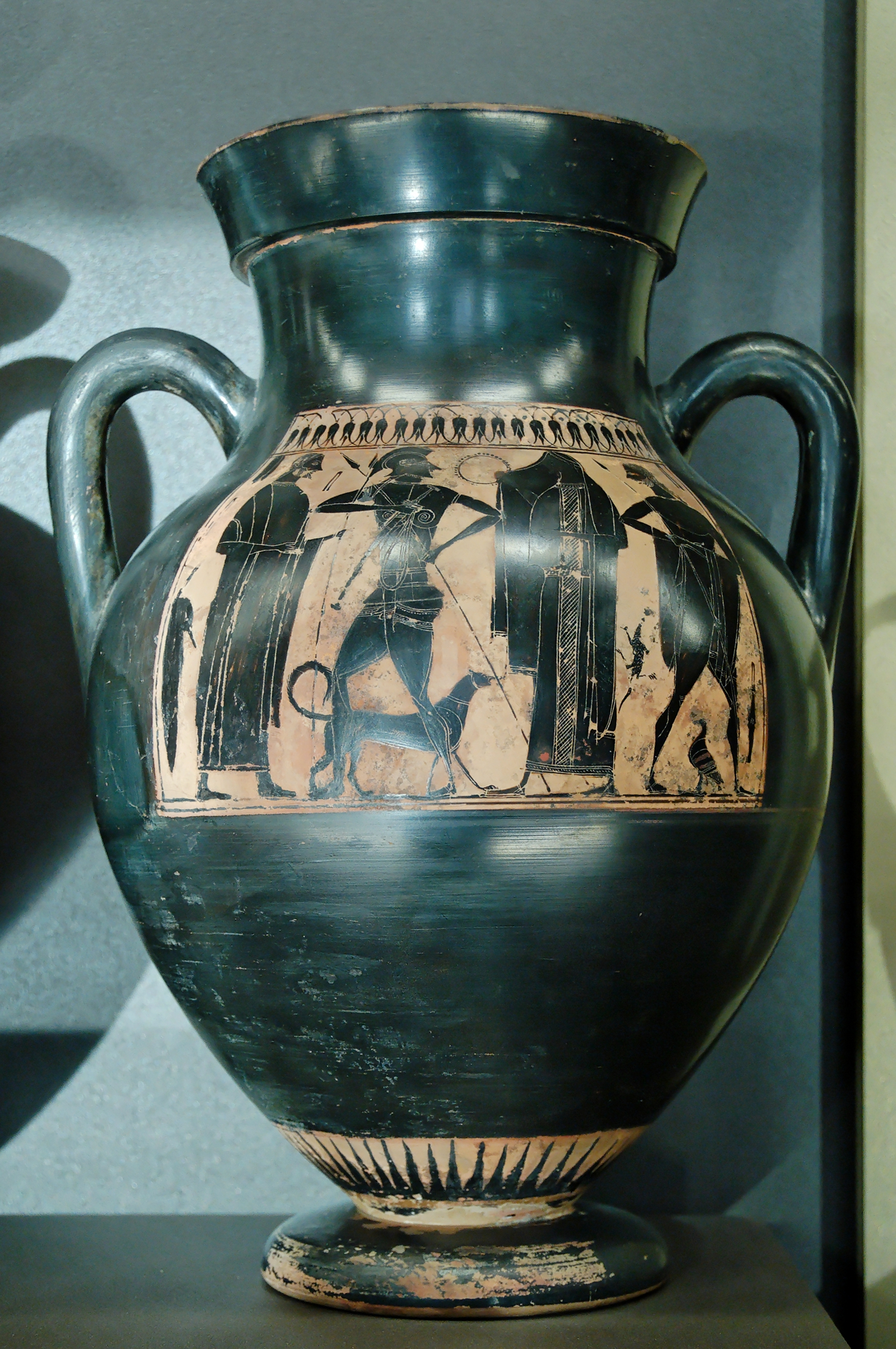
F 27.
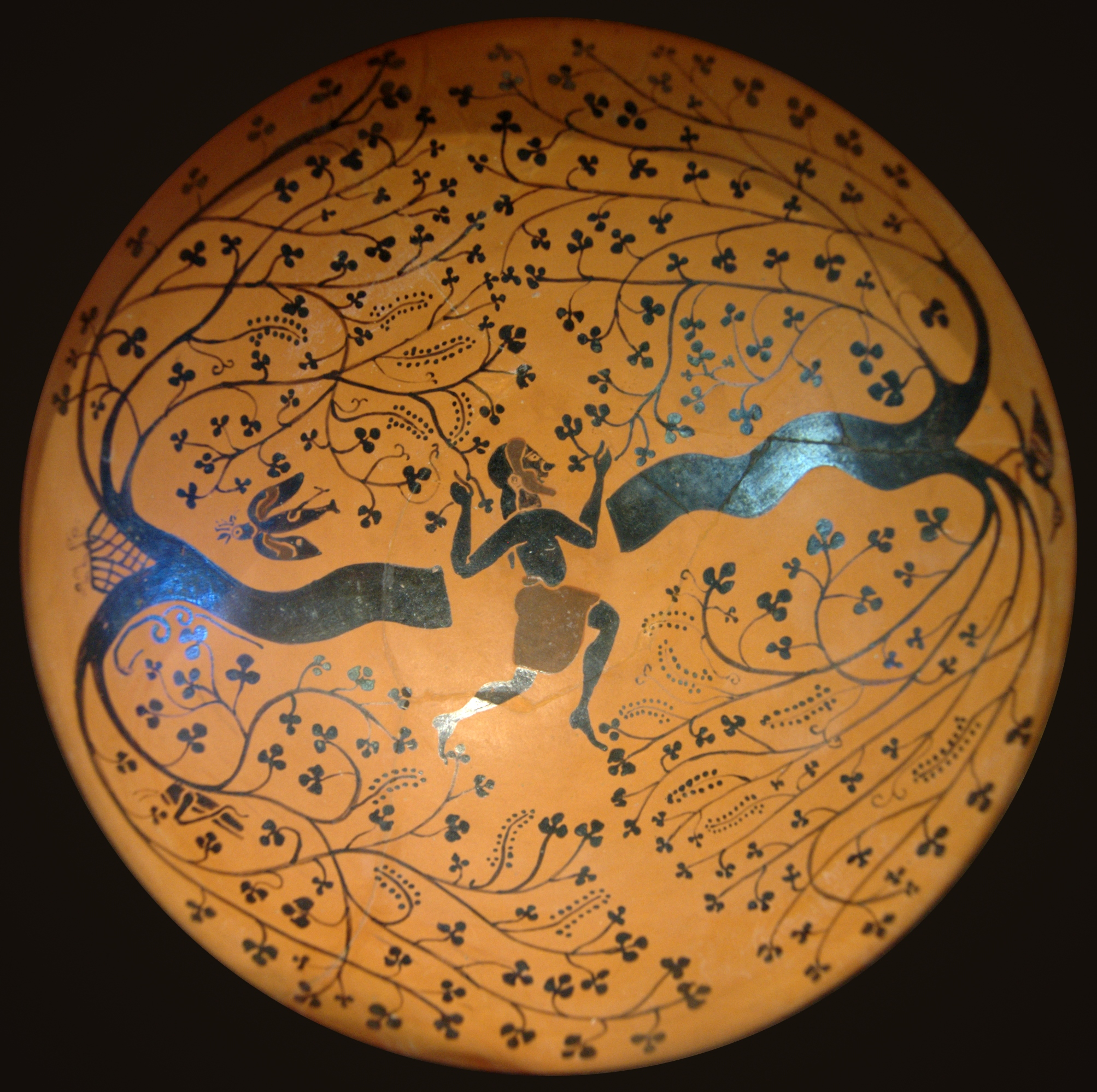
F 68.
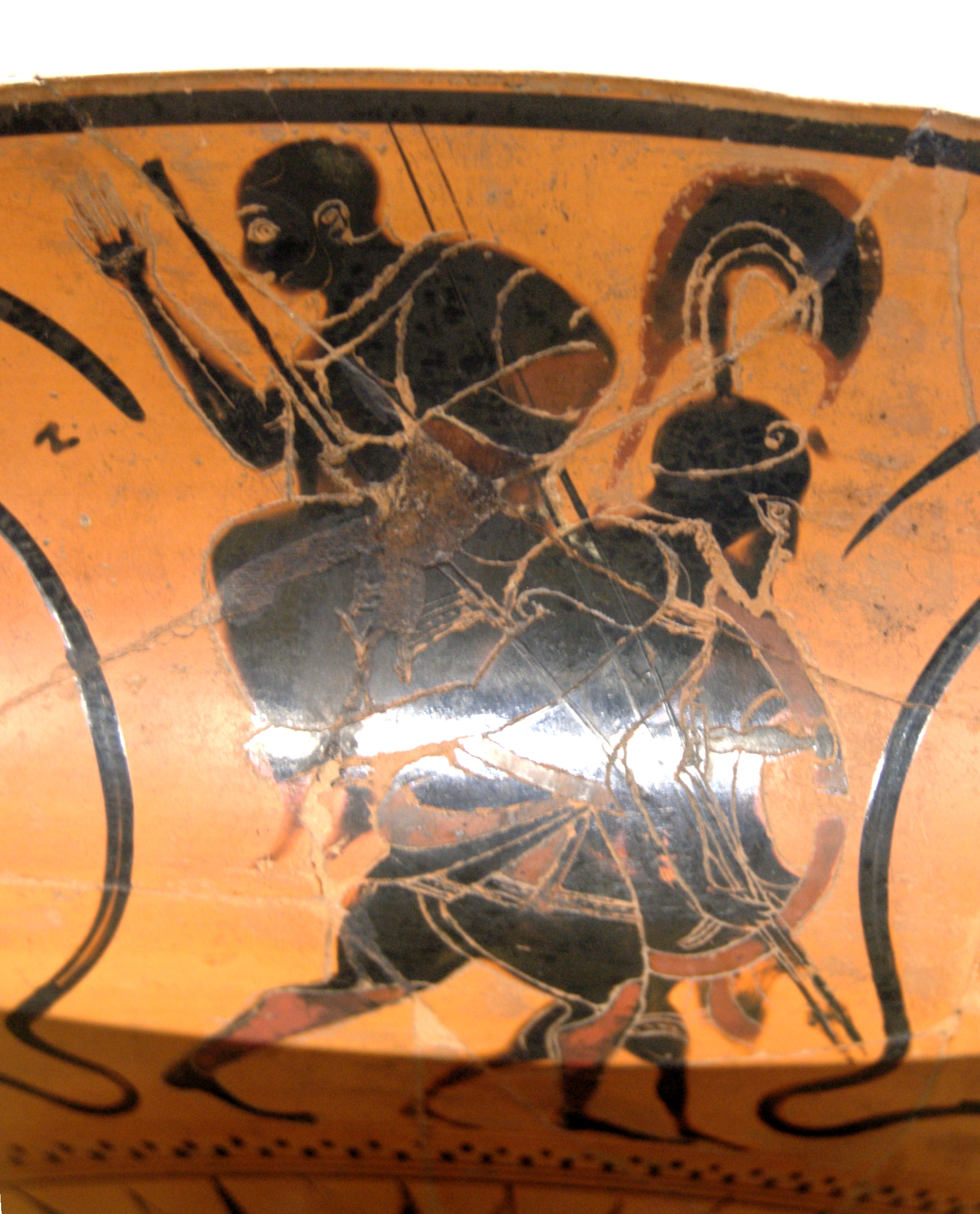
F 122.
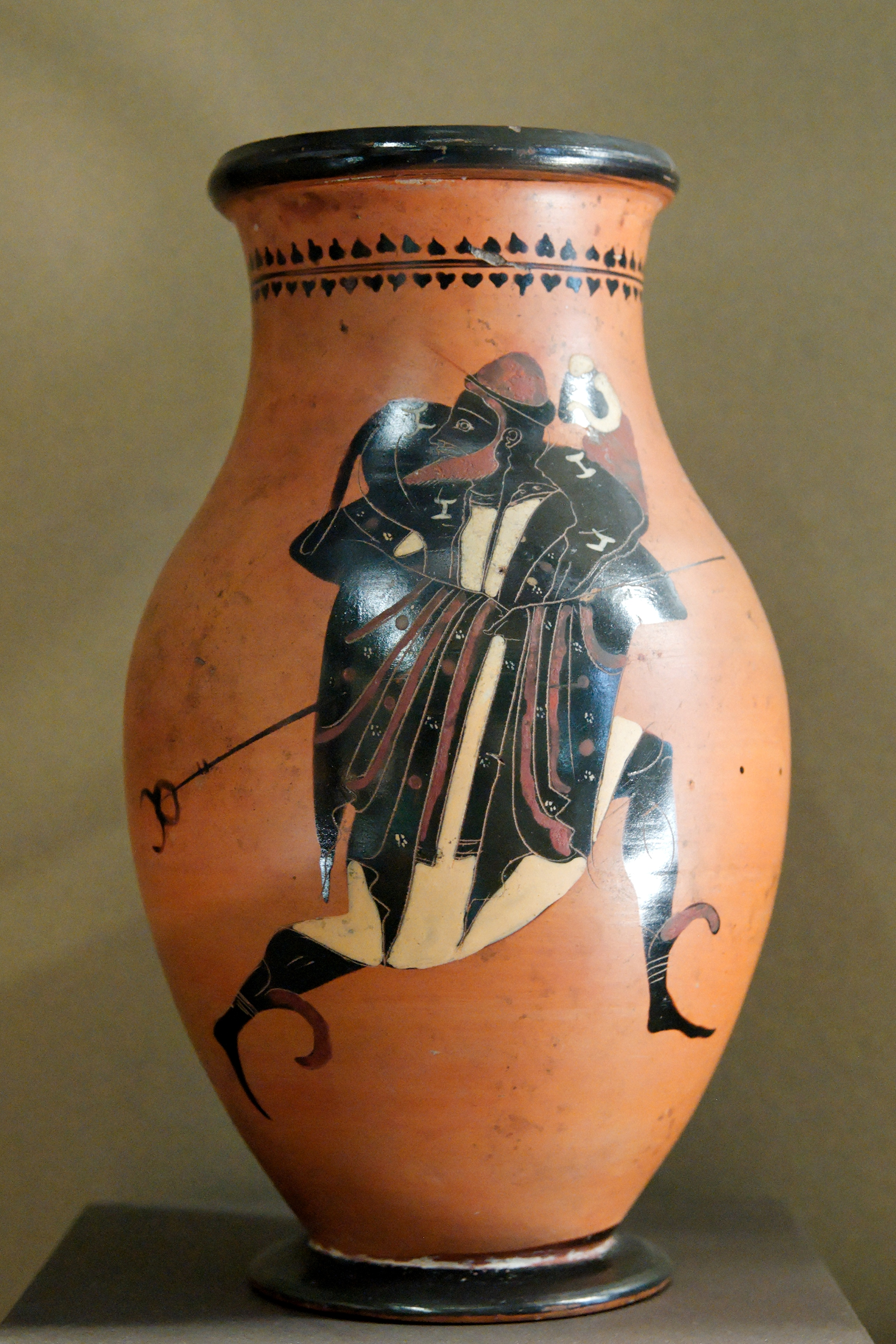
F 159.
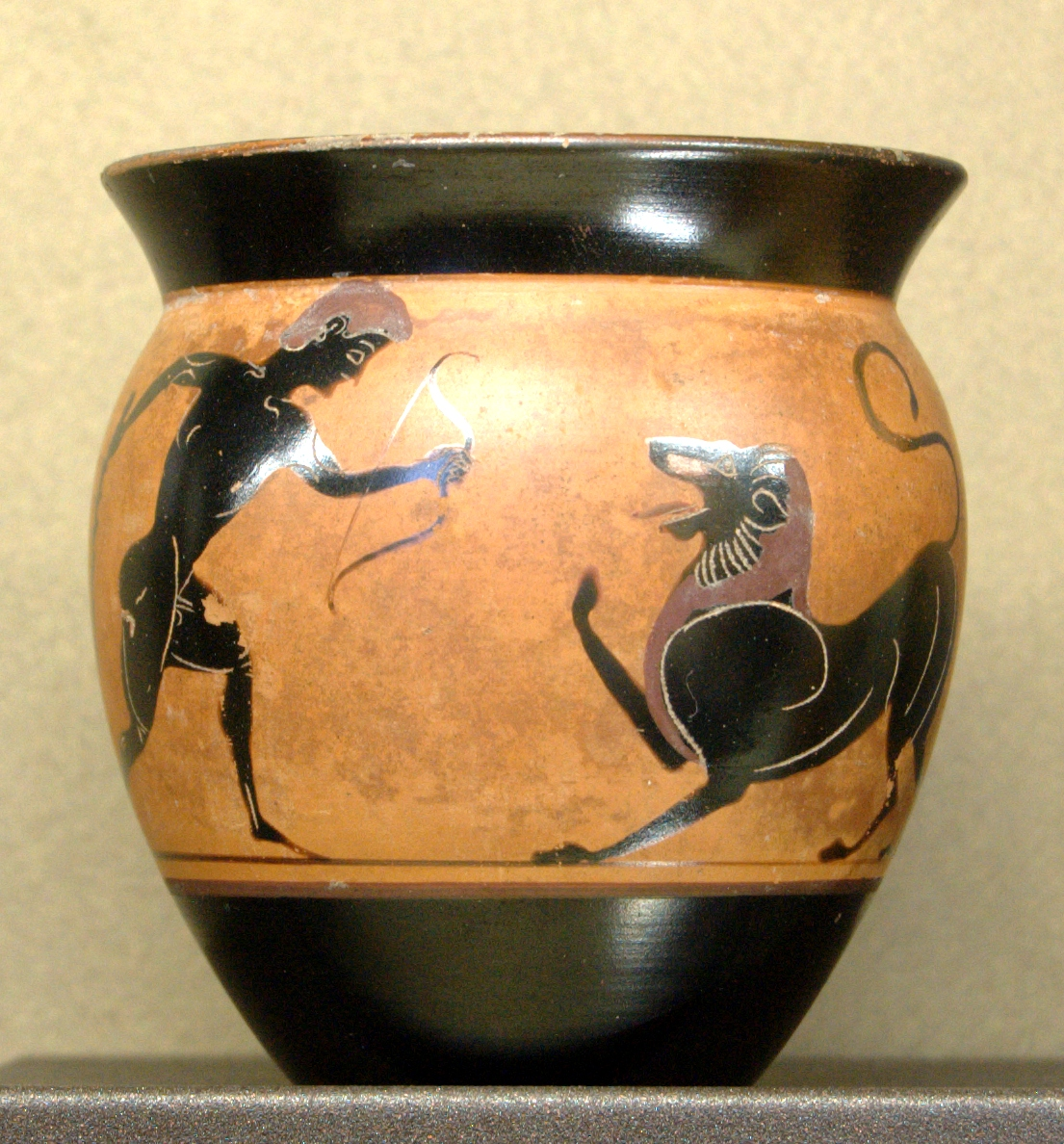
F 167.
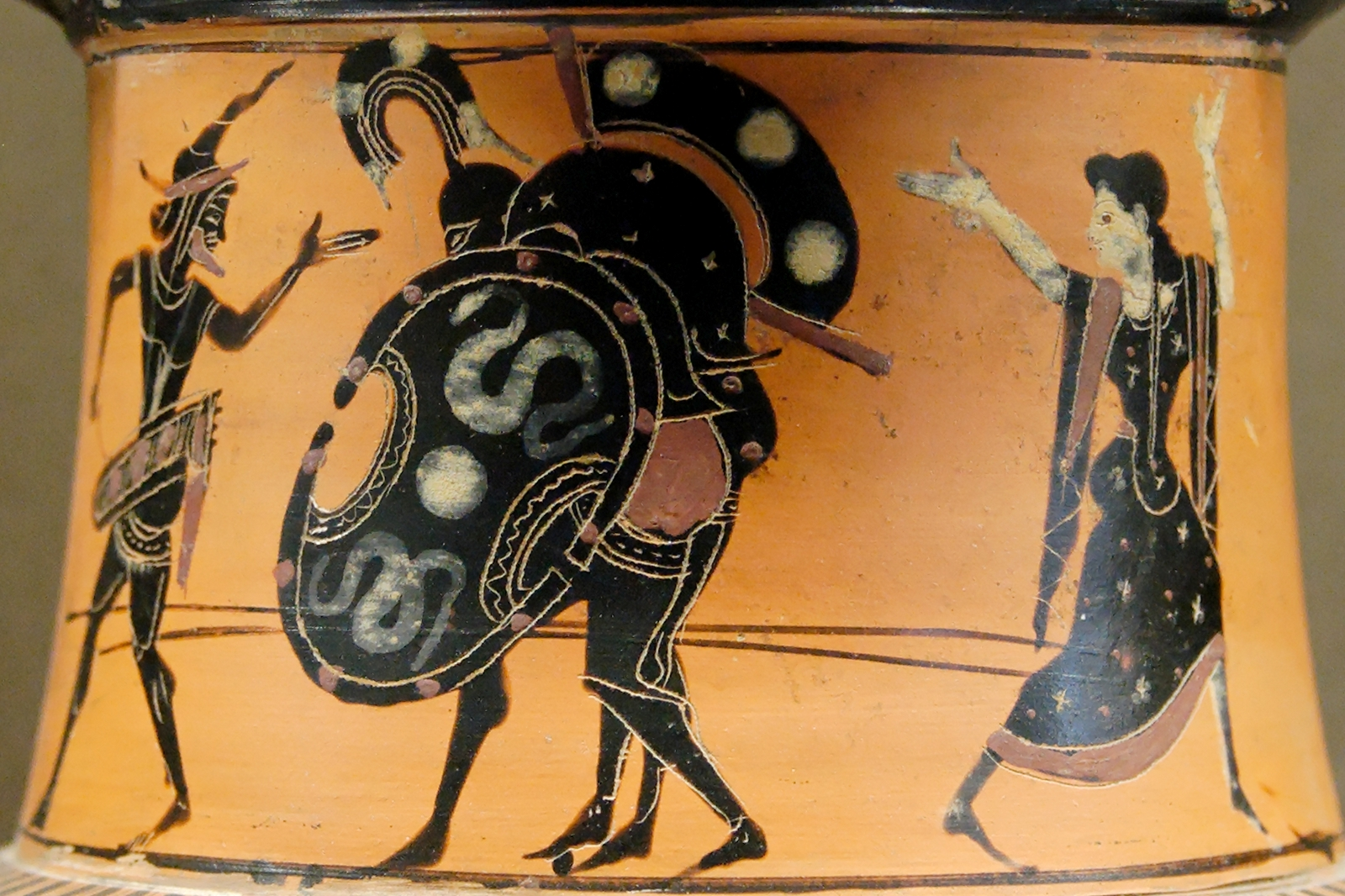
F 201.
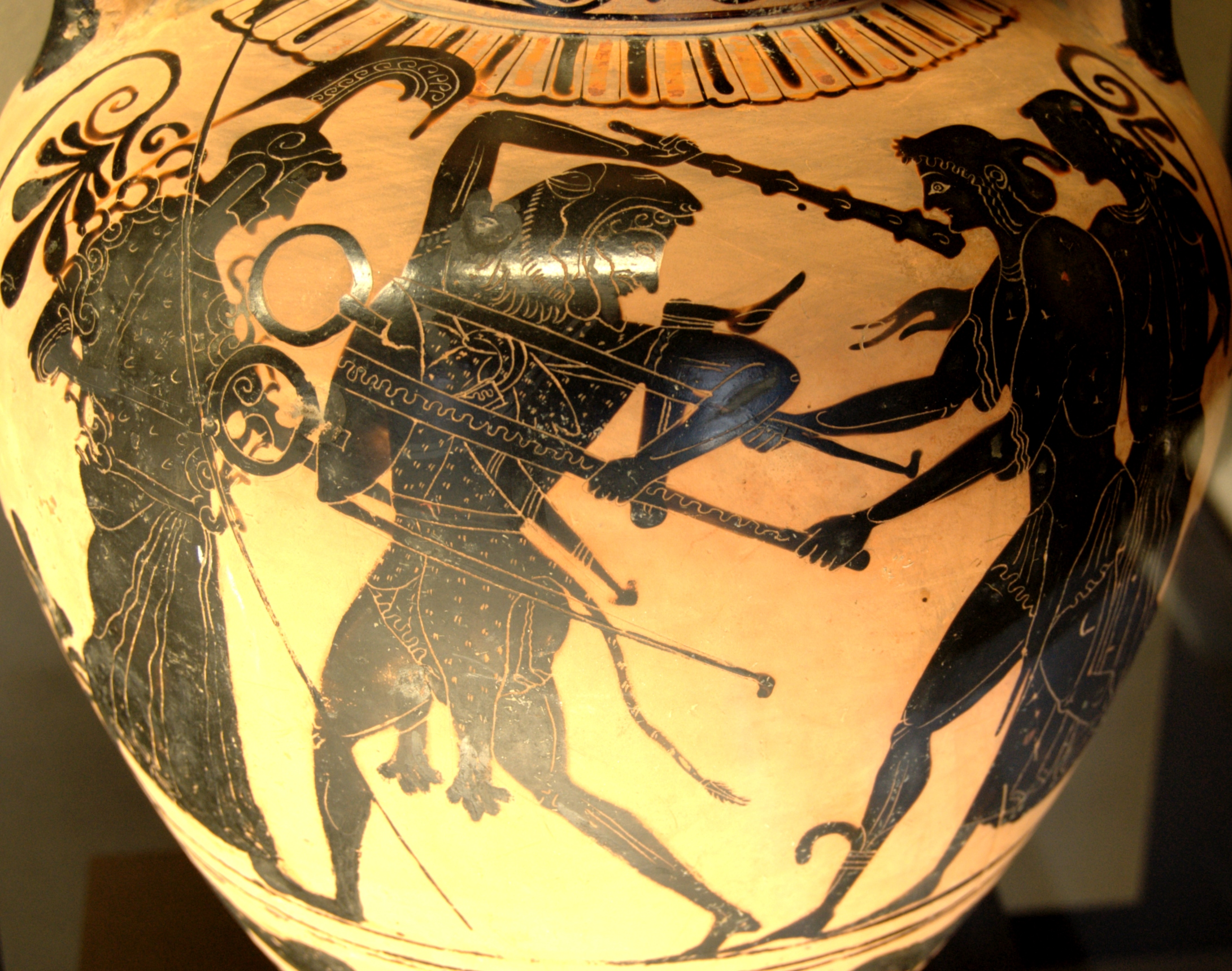
F 231.
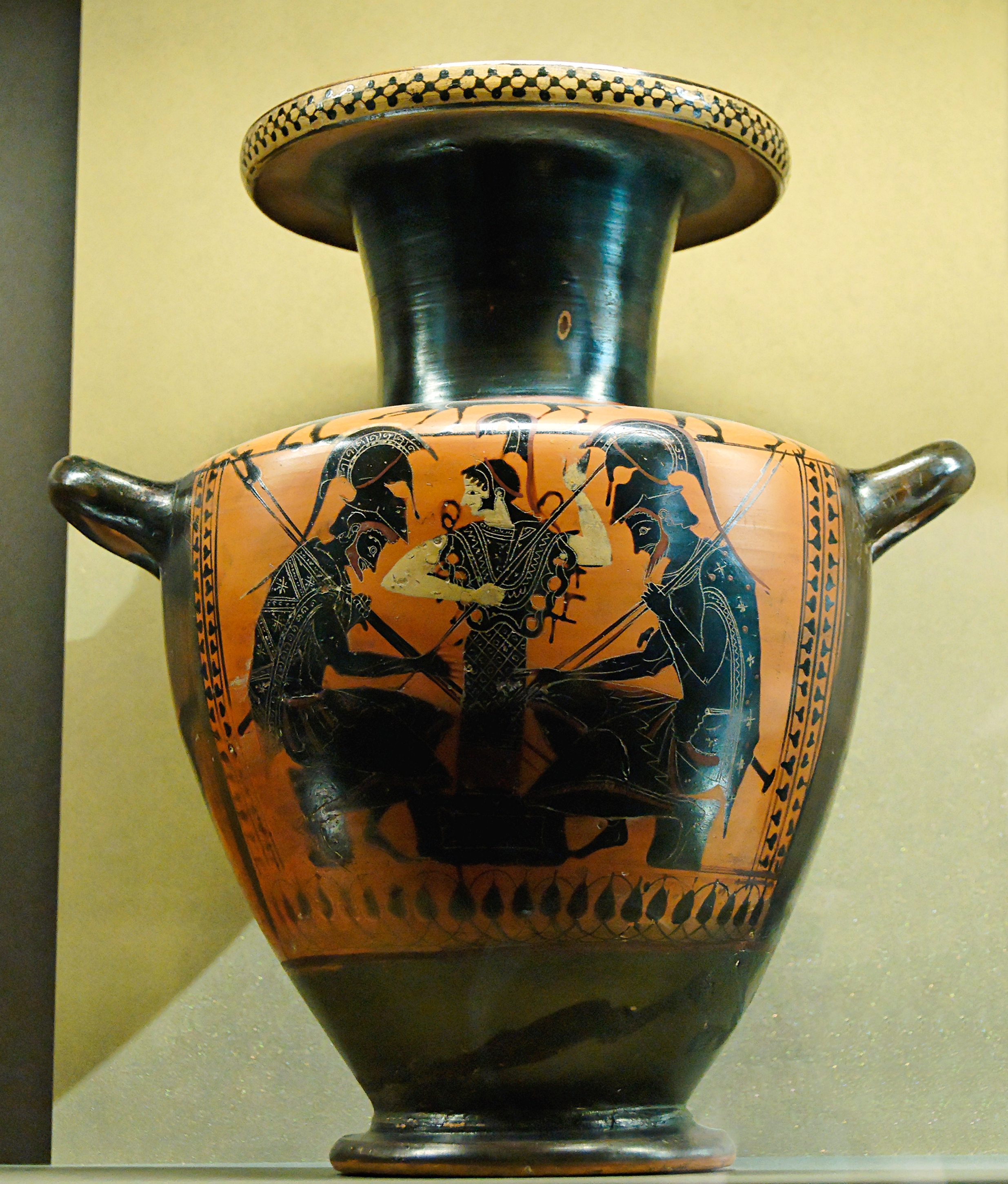
F 290.
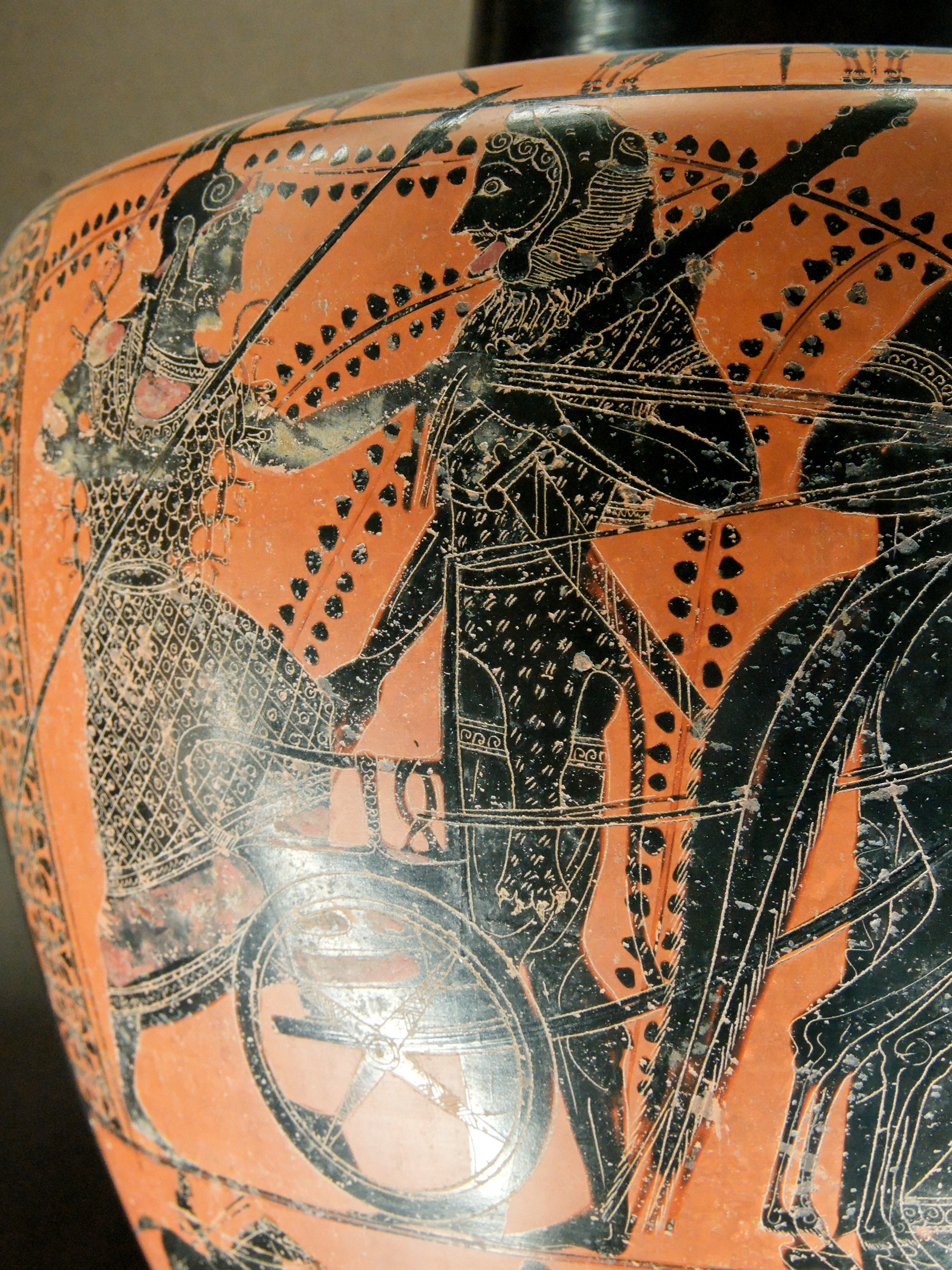
F 294.
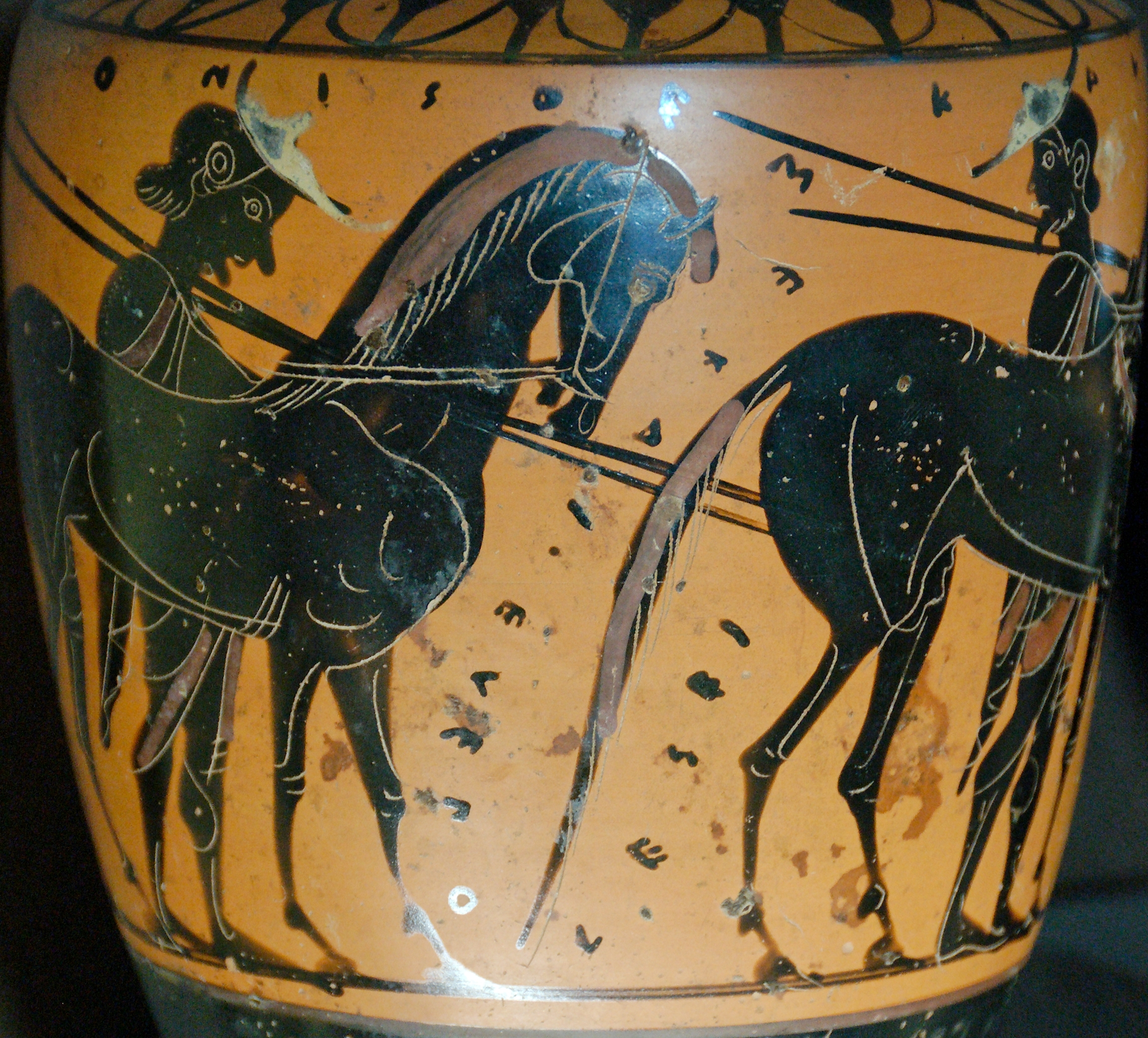
F 358.
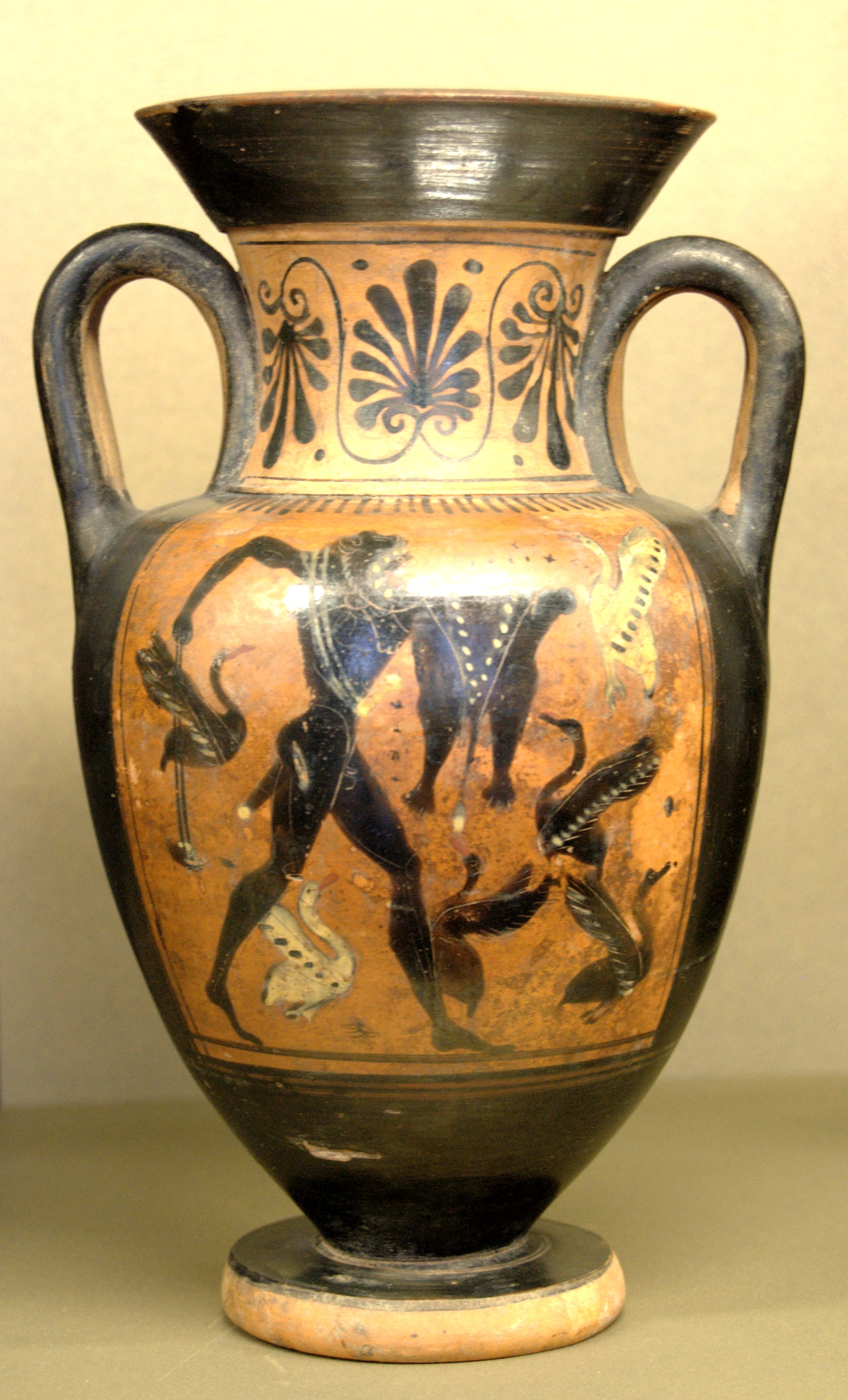
F 387.
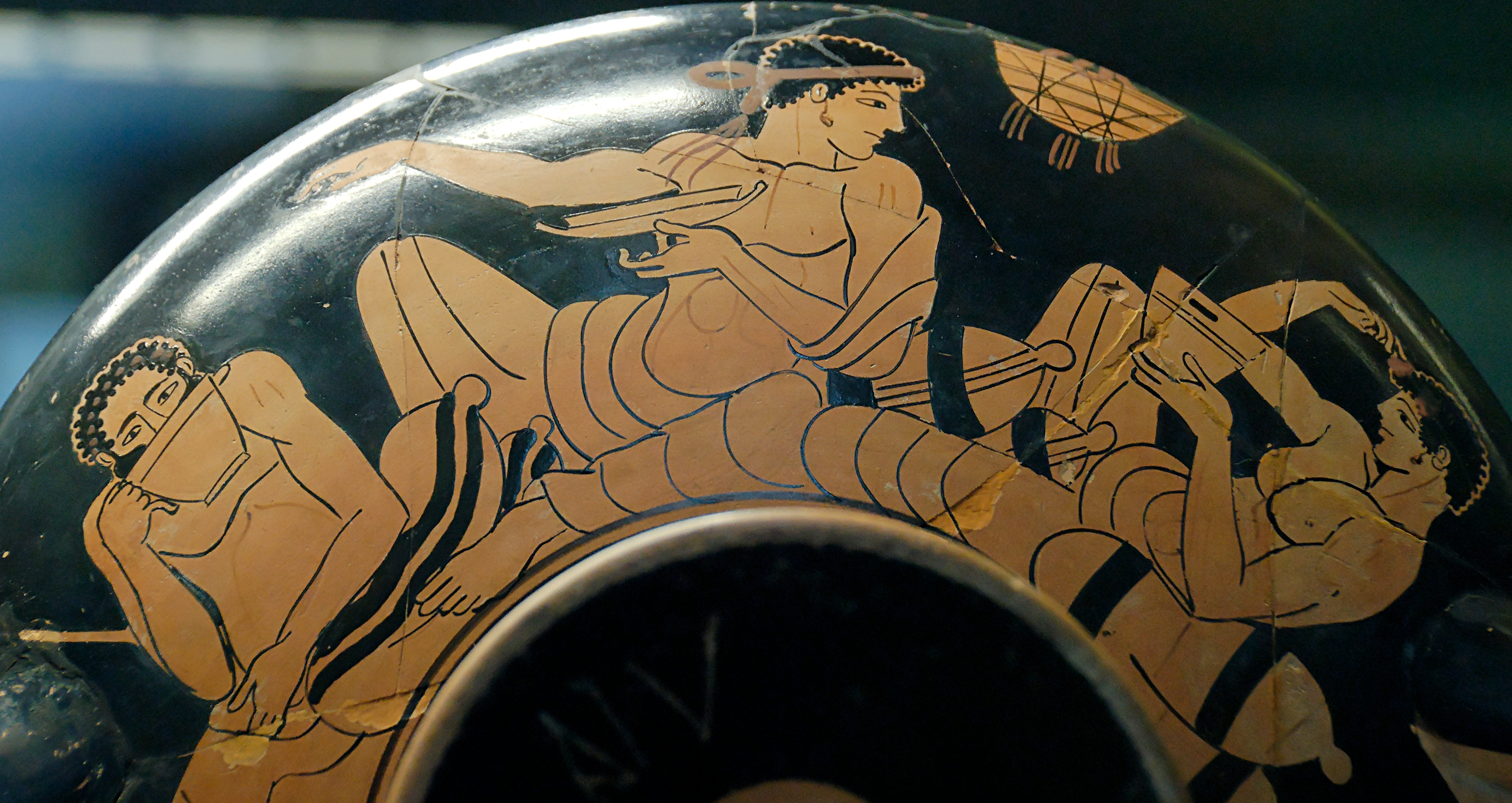
G 133.
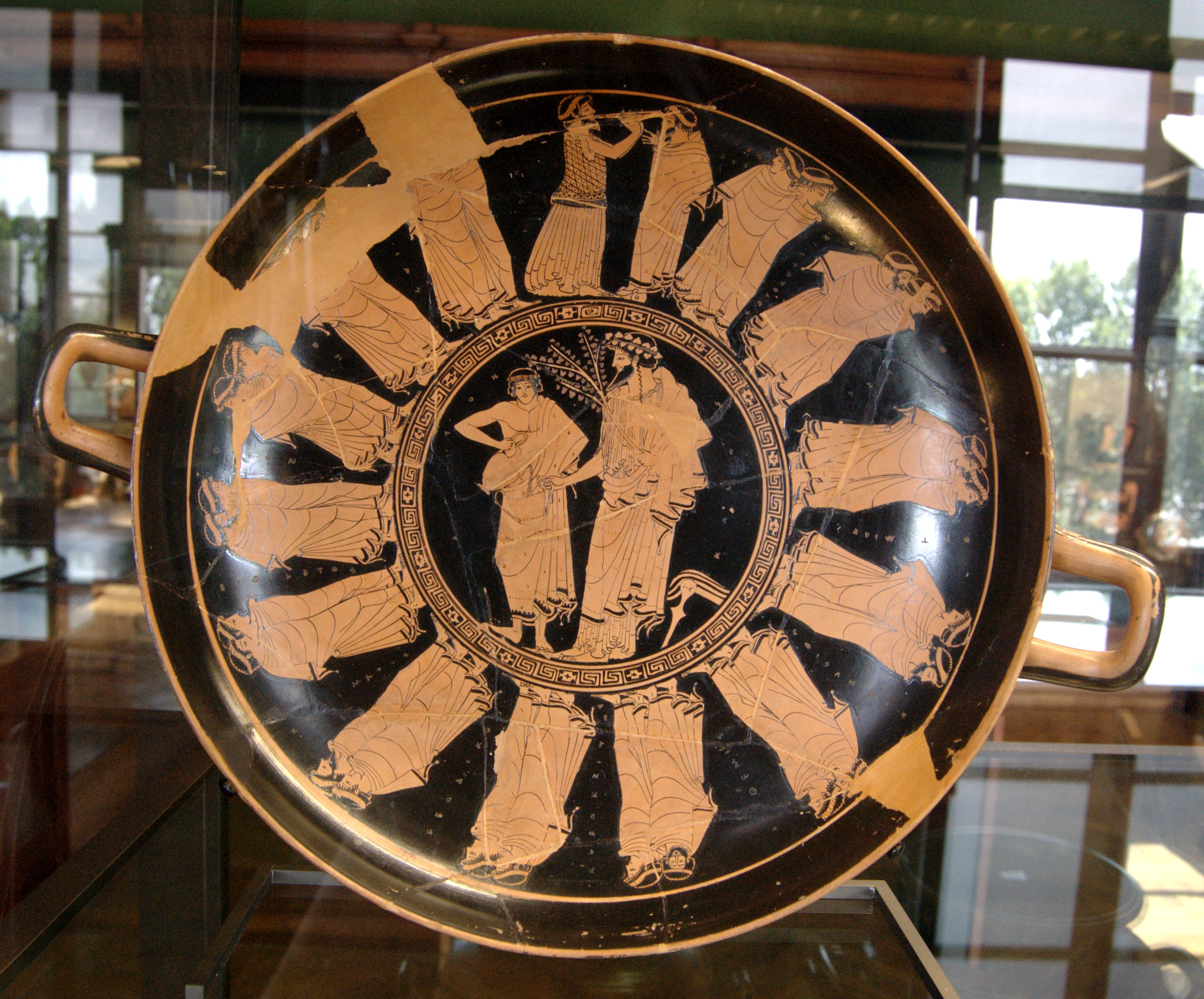
G 138.
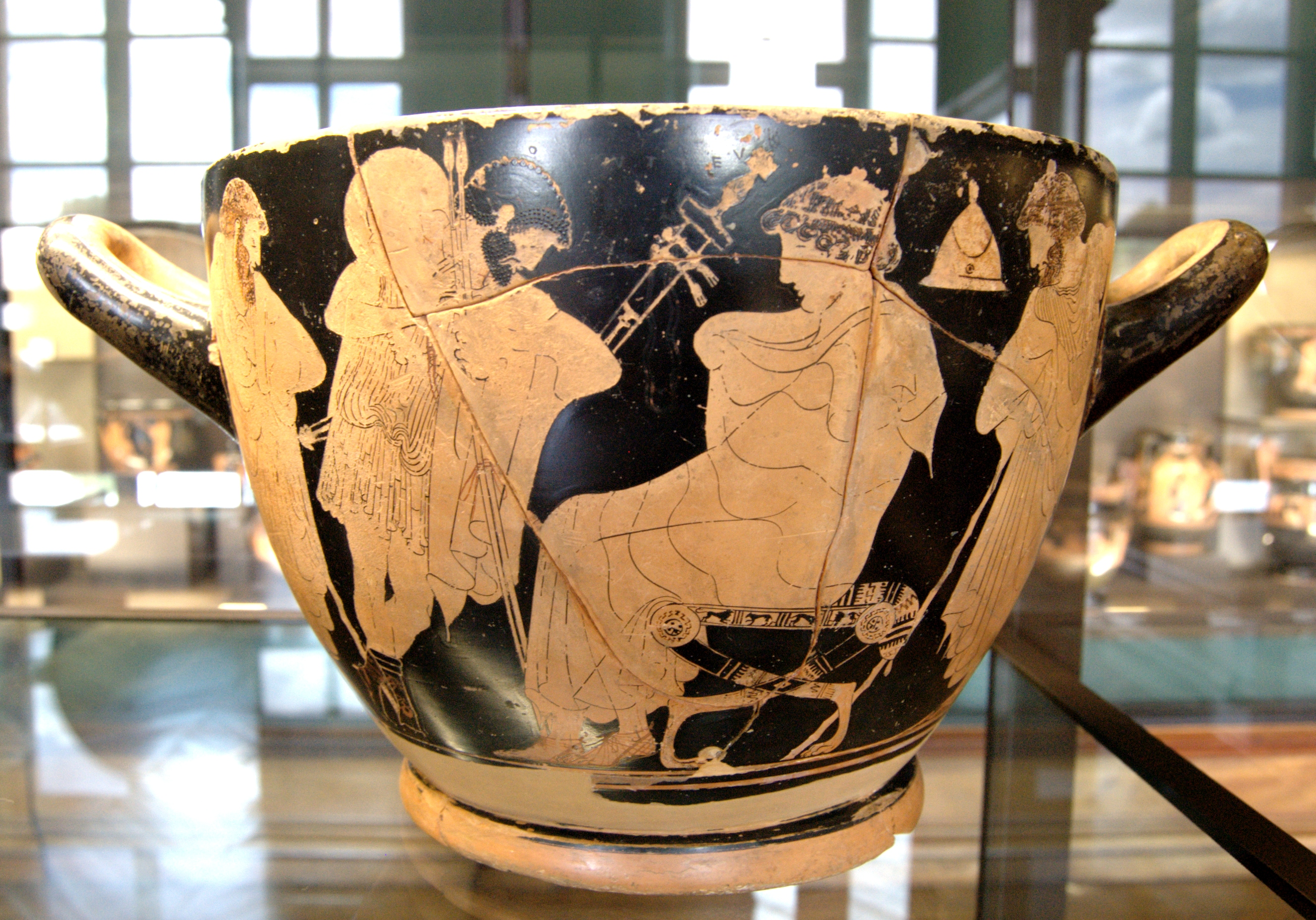
G 146.
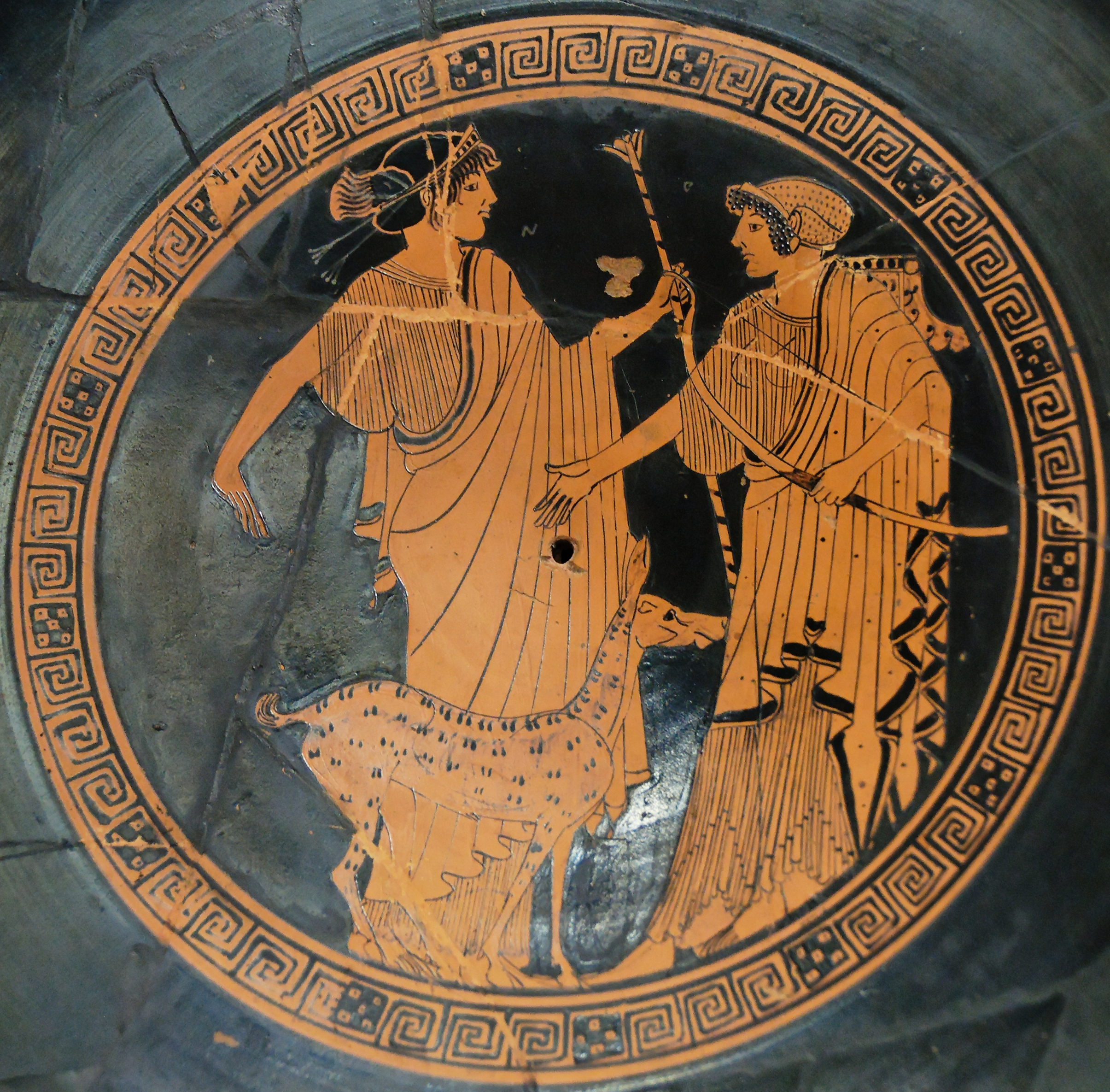
G 151.
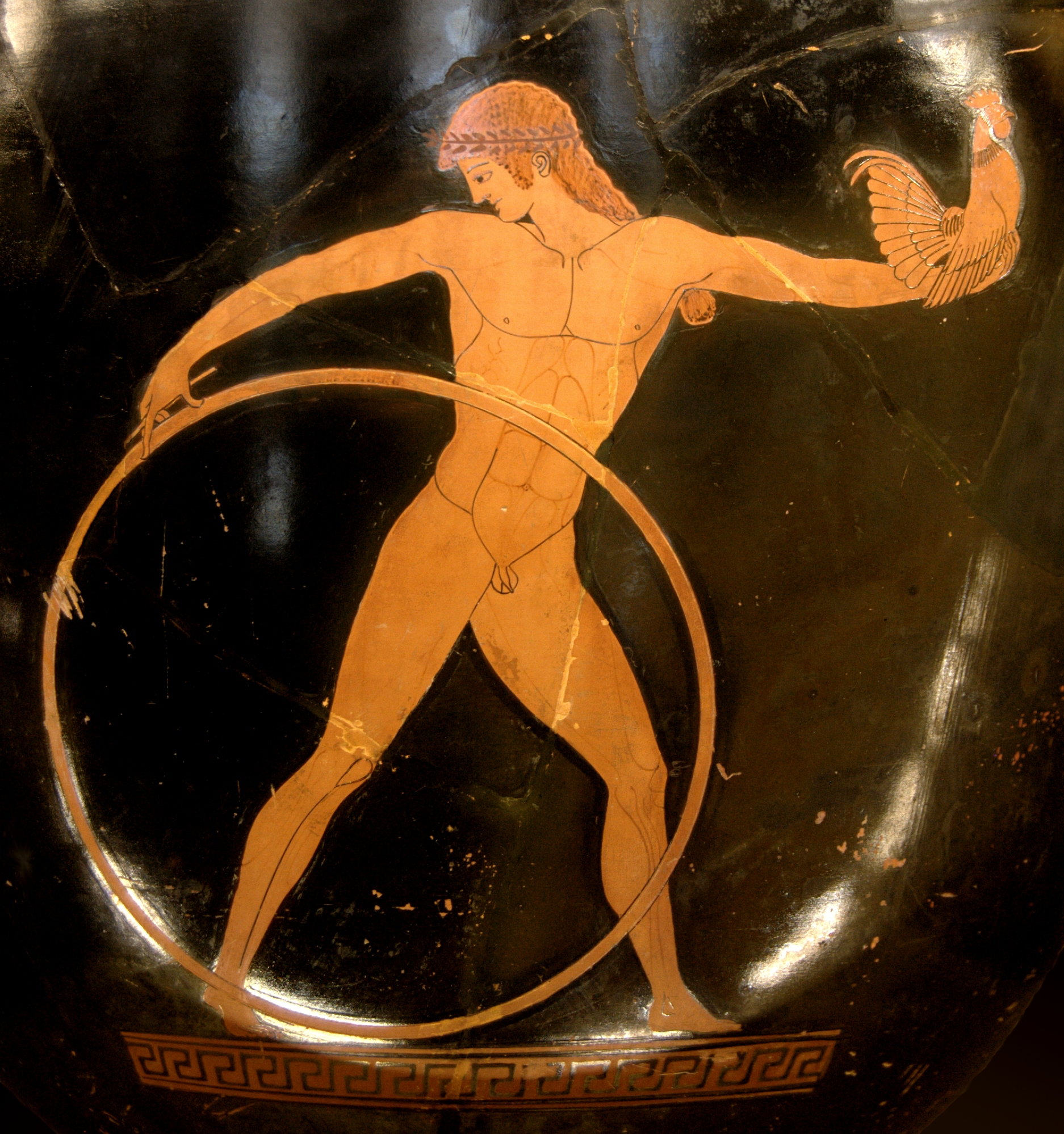
G 175.
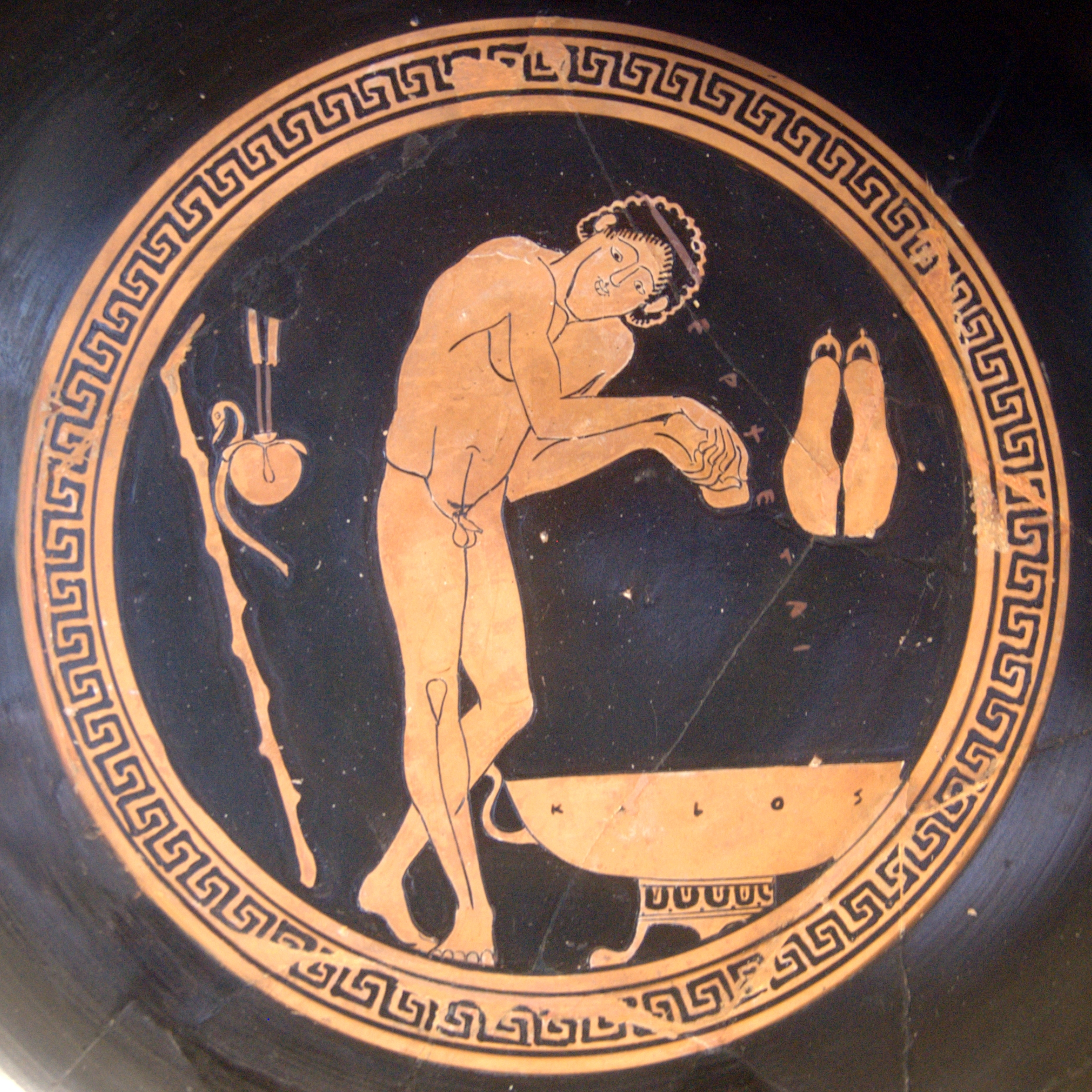
G 291-298.
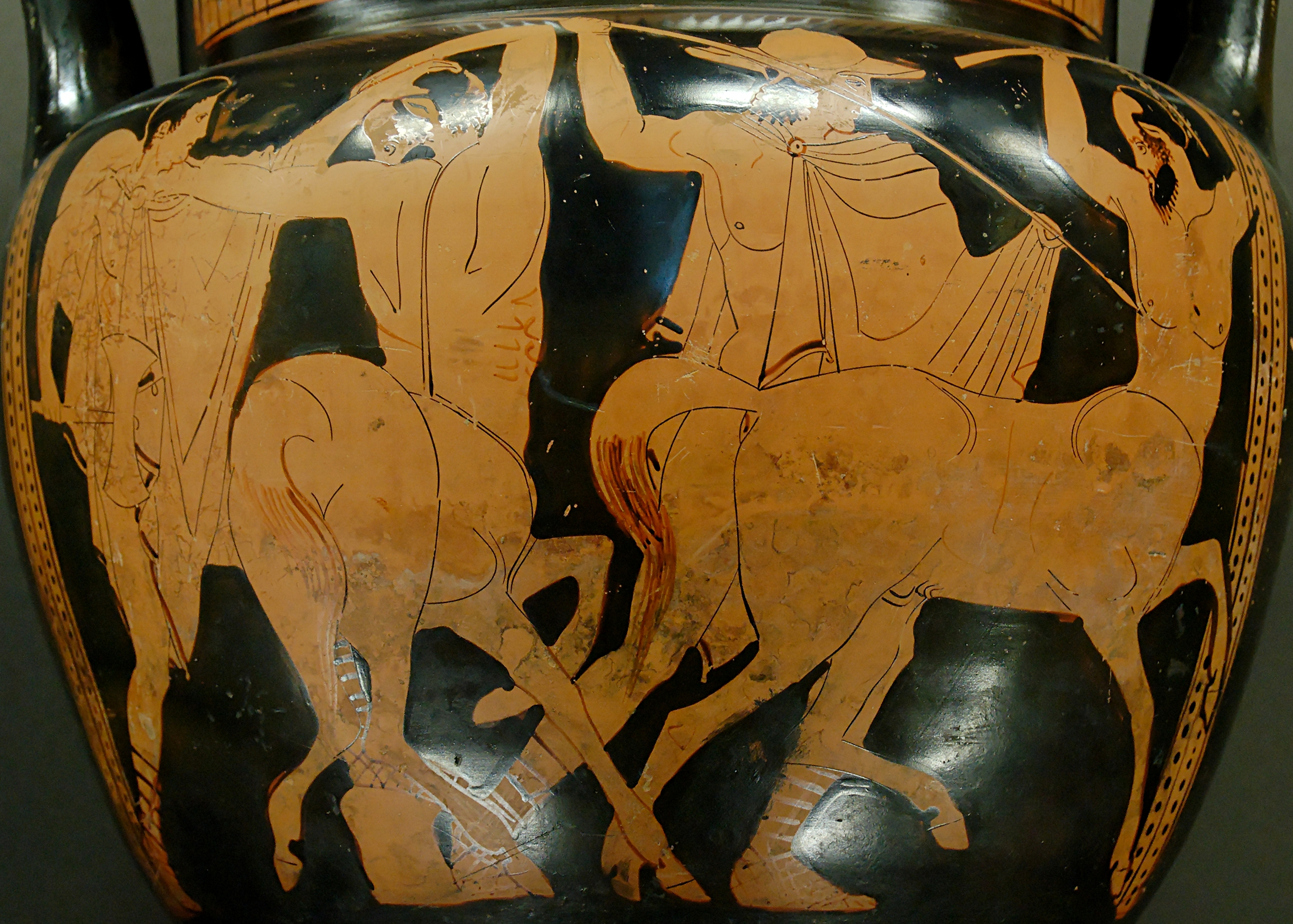
G 367.
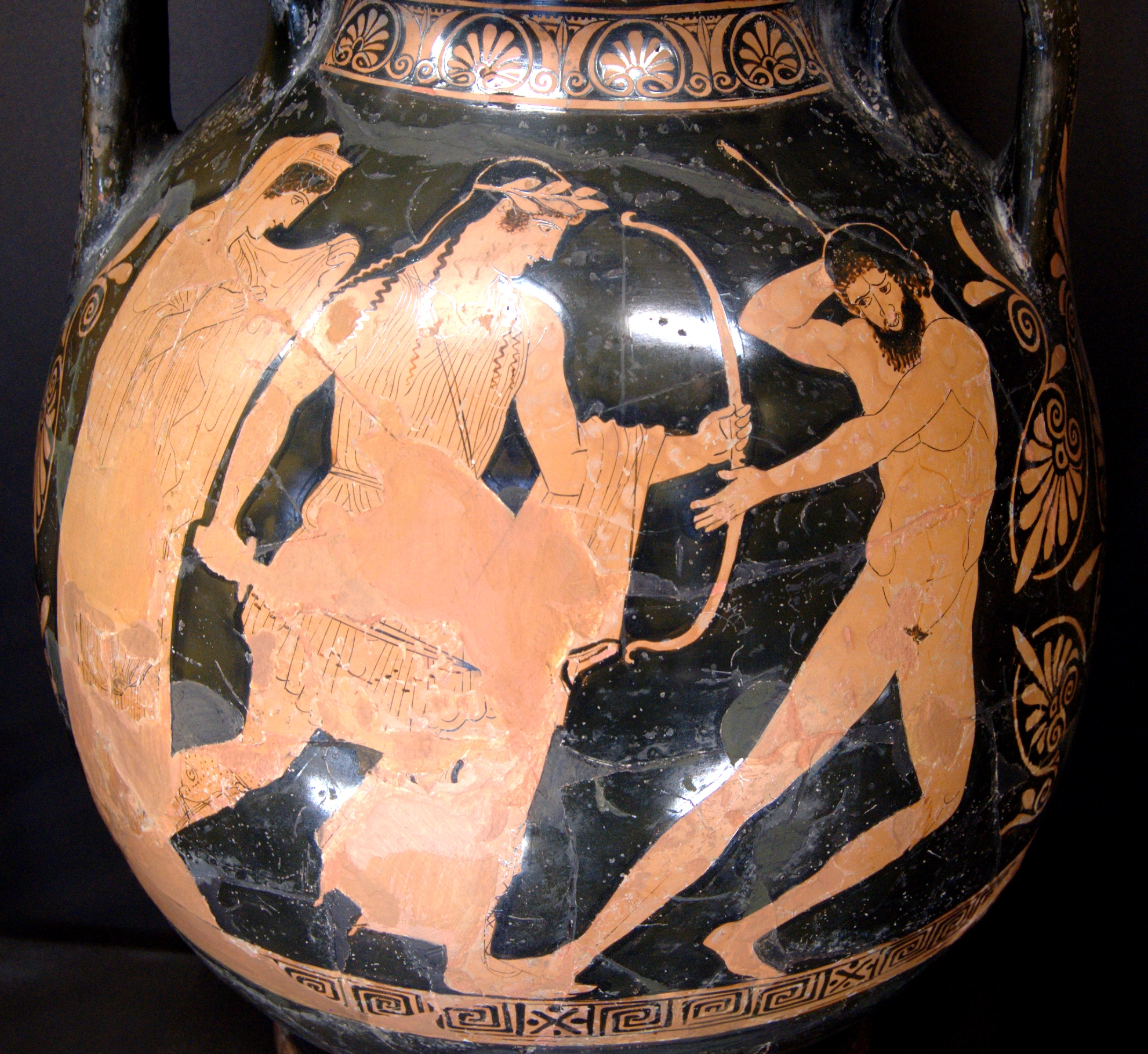
G 375.
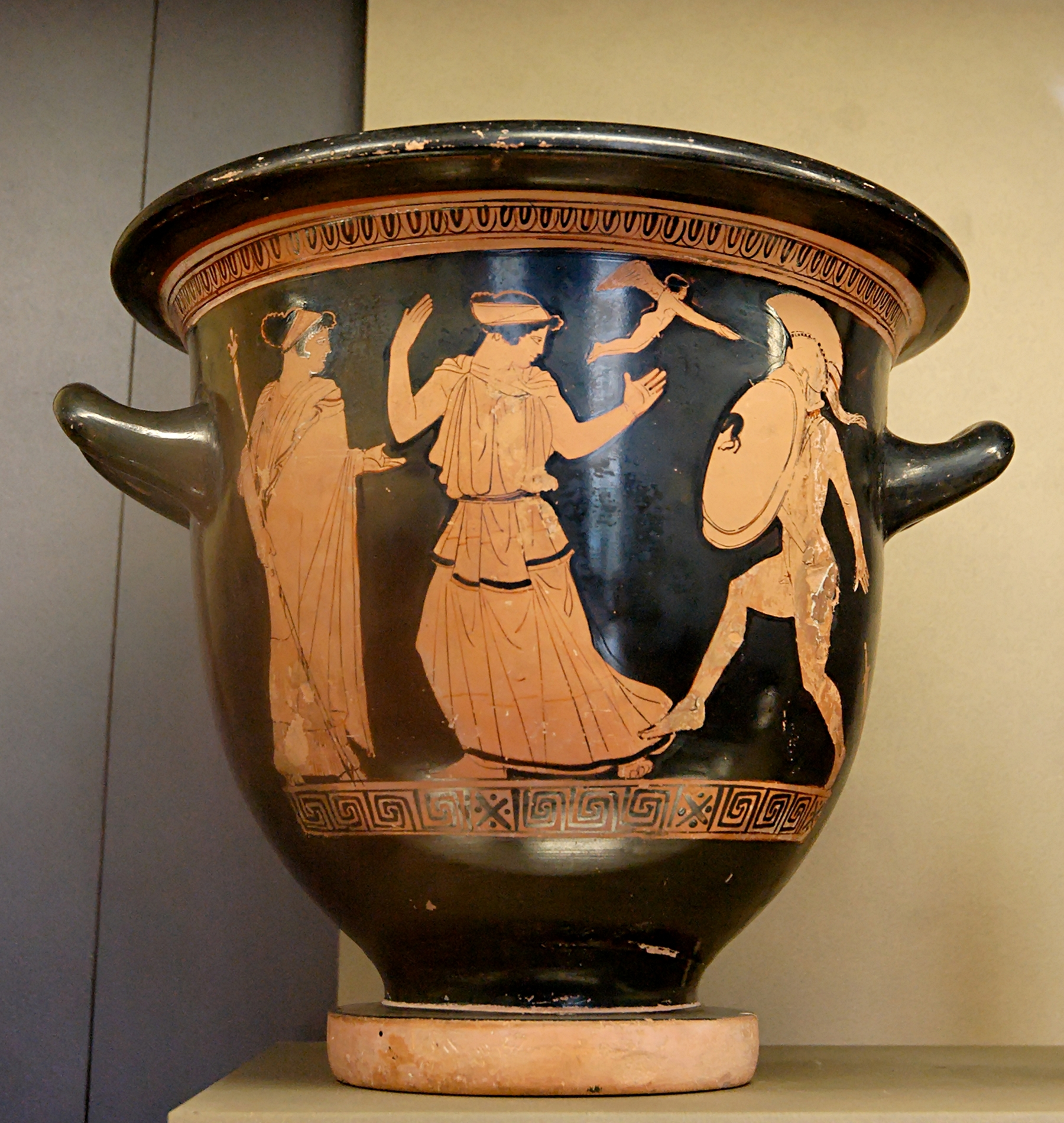
G 424.
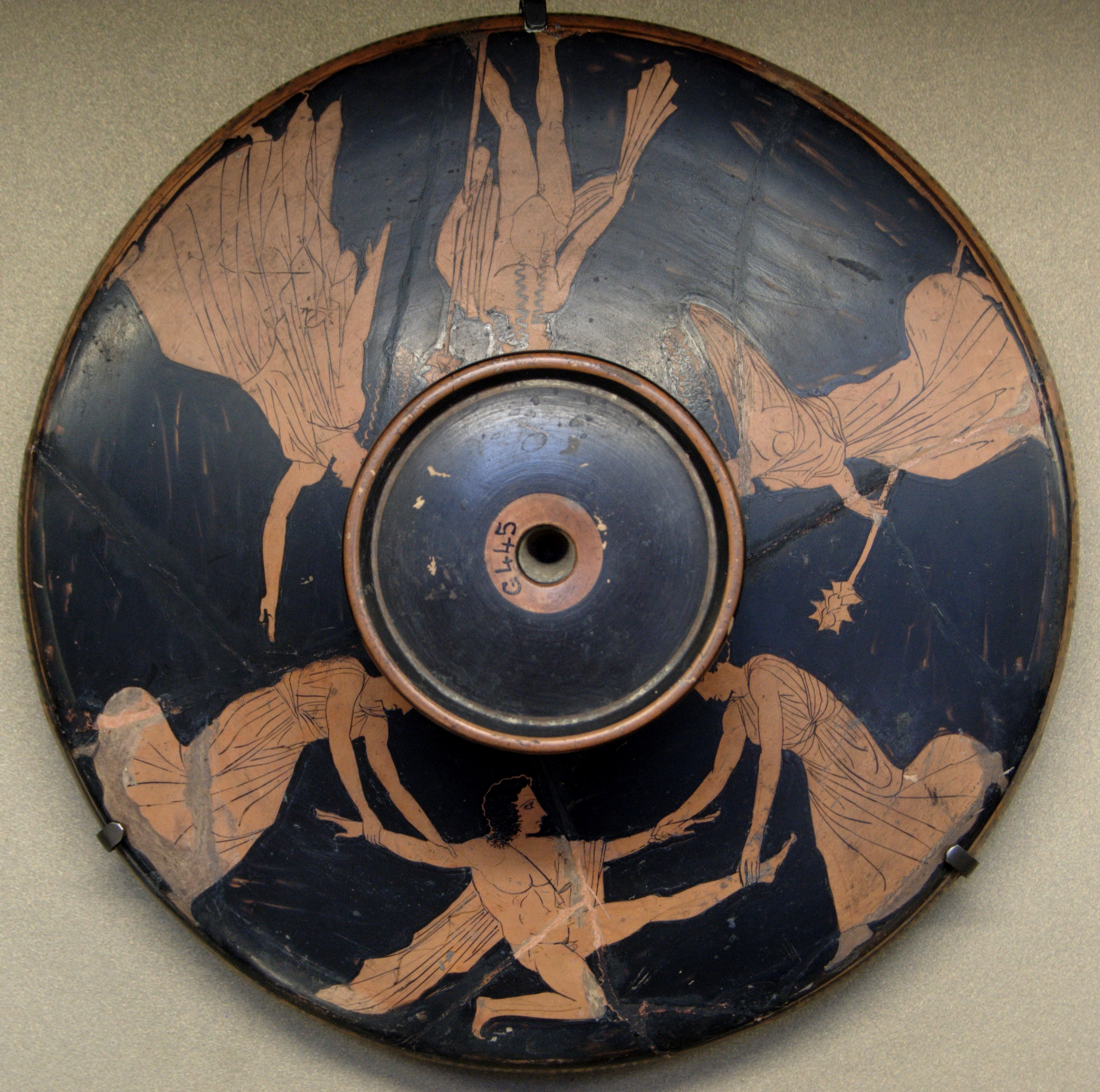
G 445.
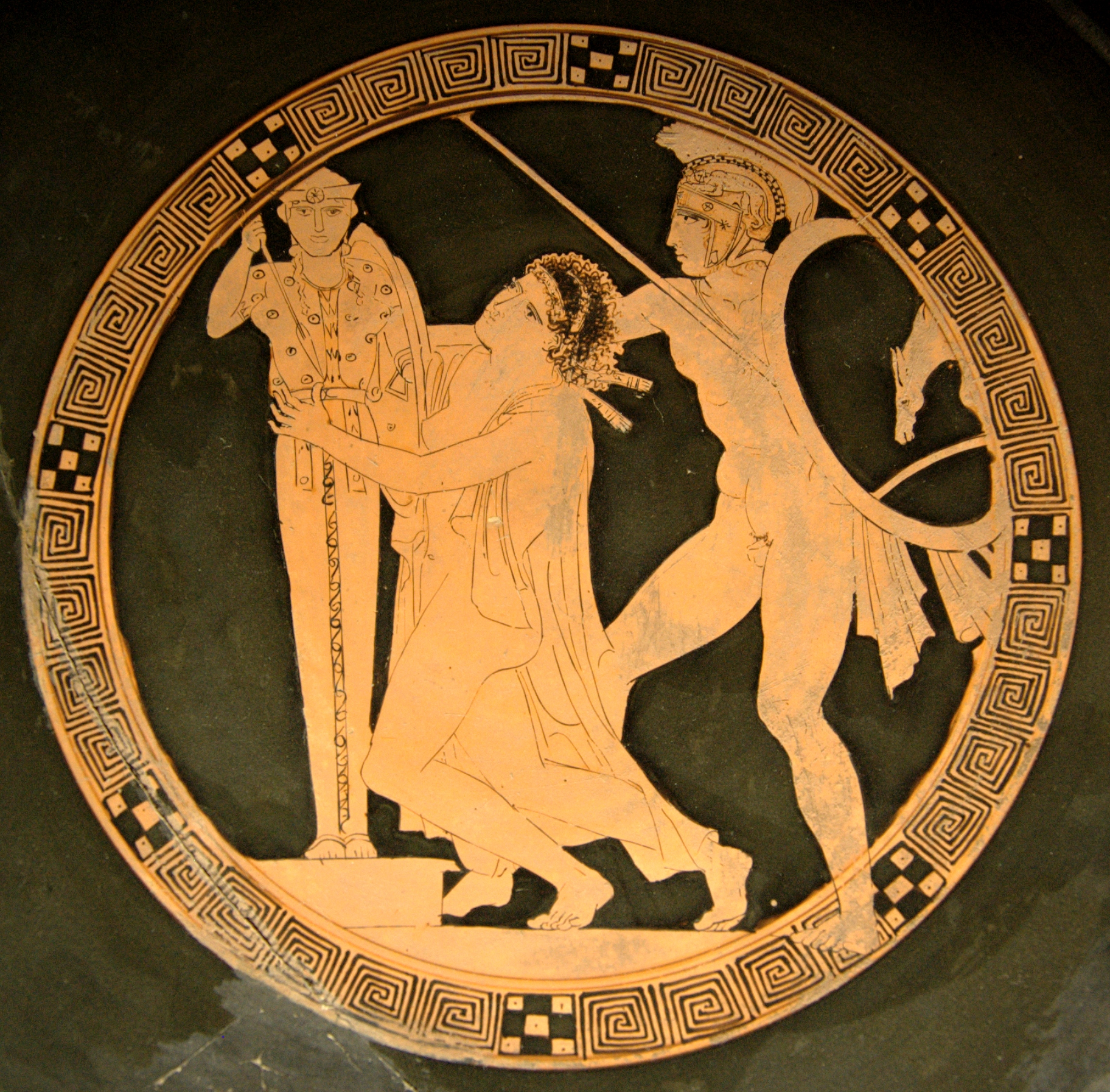
G 458.
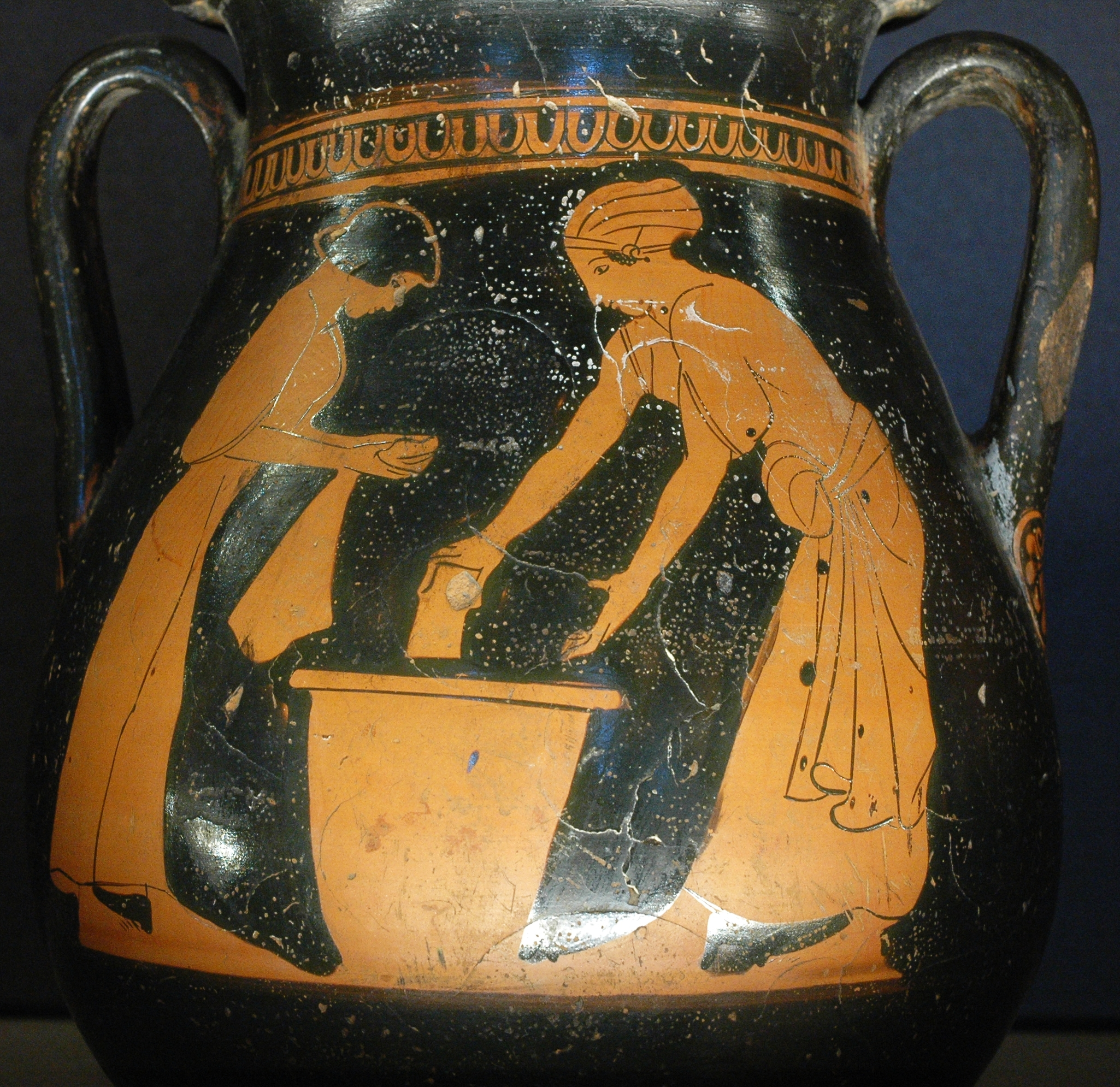
G 547.
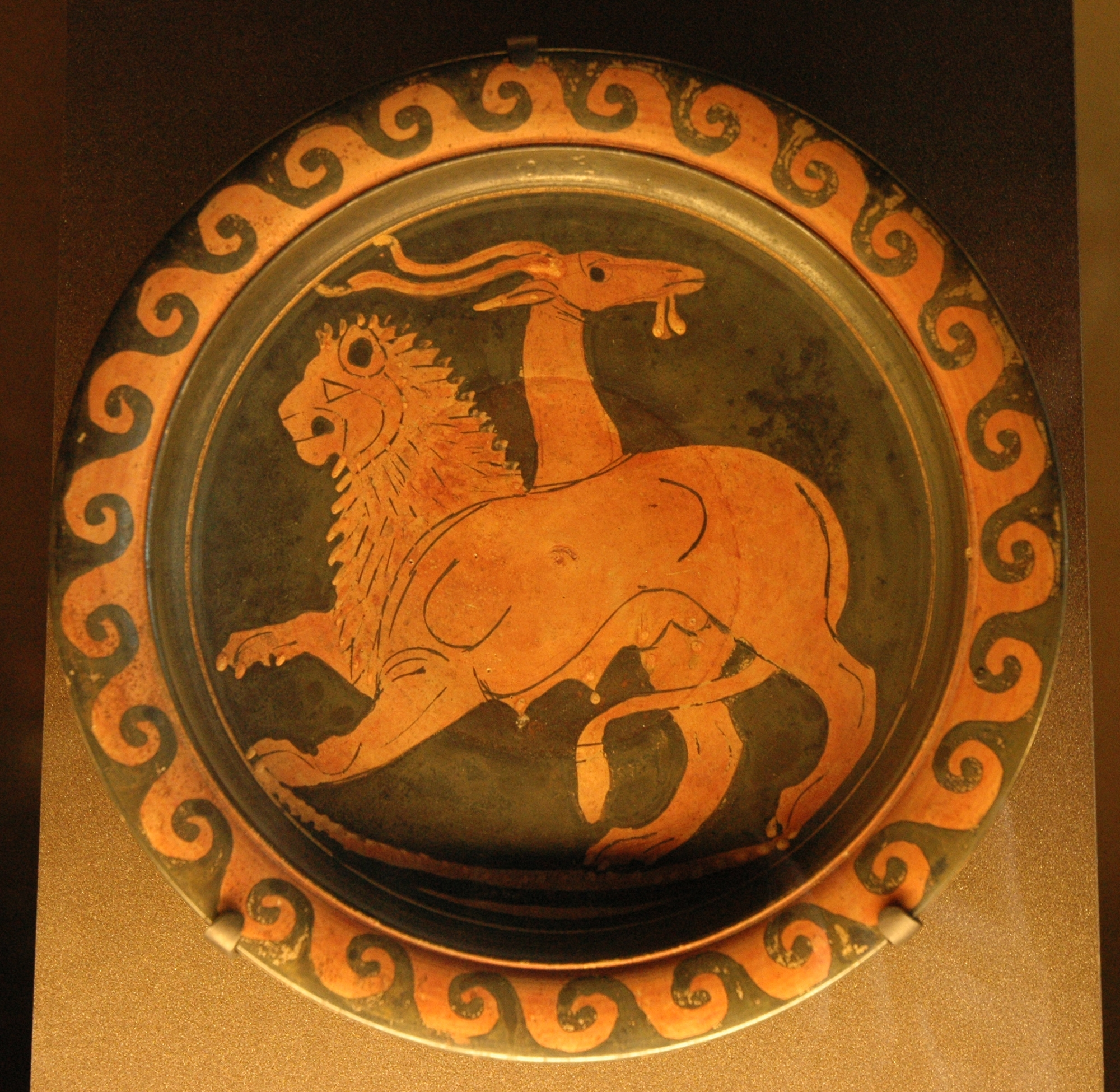
K 362.
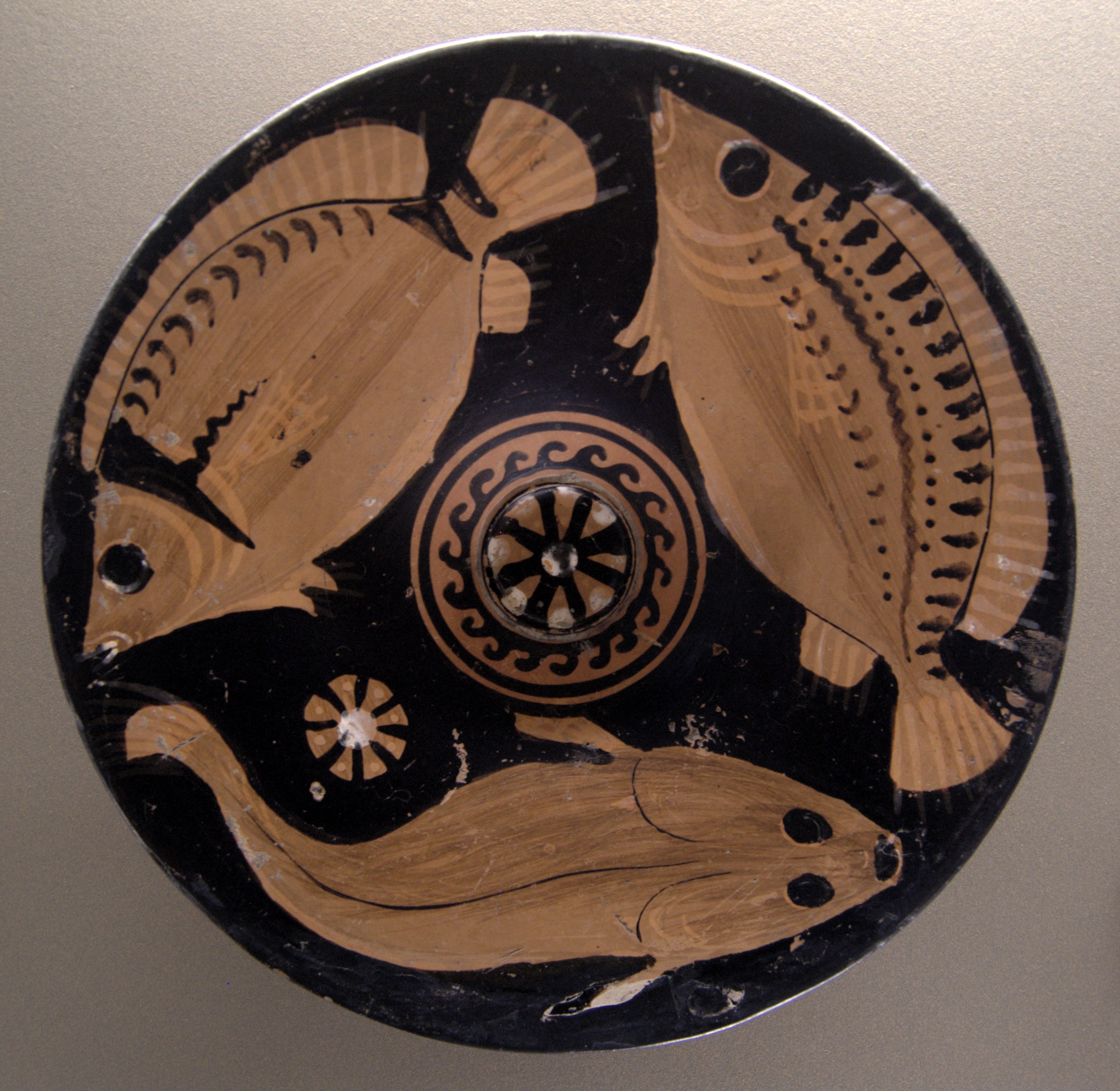
K 588.
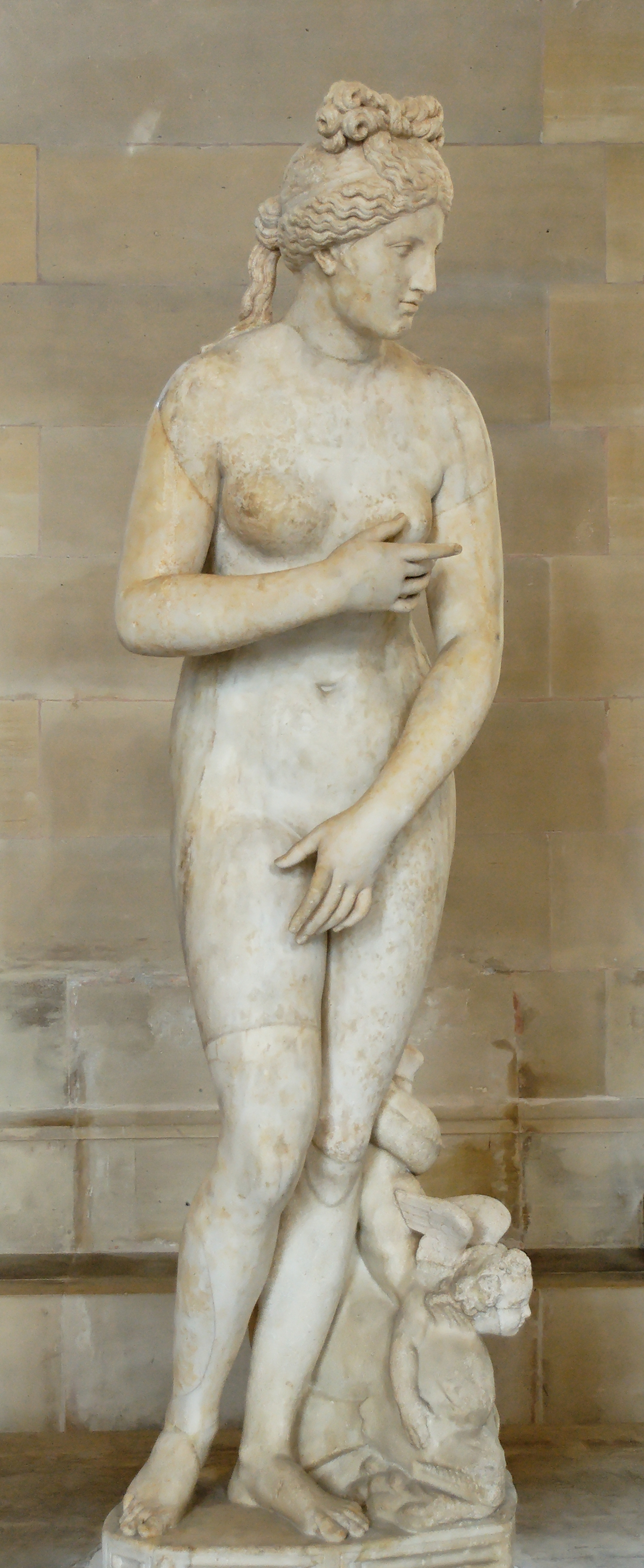
Ma 336.

## Musée du Petit Palais à Avignon

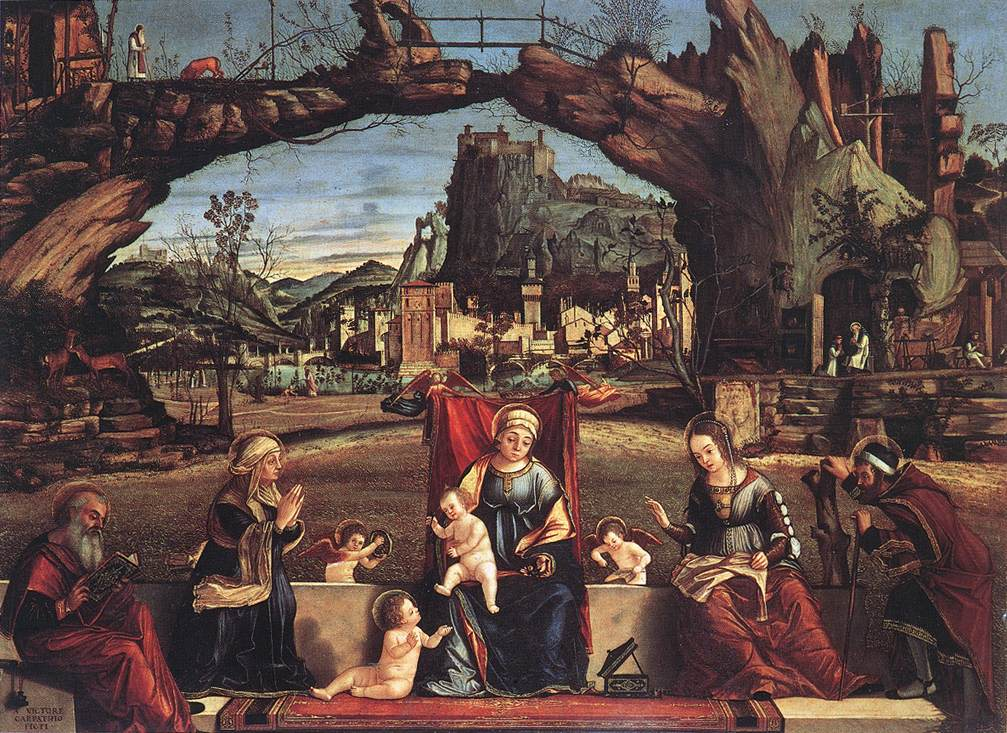
La Sainte Conversation de Vittore Carpaccio, Avignon, musée du Petit Palais, MI 548.

Le musée du Petit Palais à Avignon possède 326 peintures de primitifs italiens provenant de la collection Campana. Ces tableaux étaient auparavant dispersés dans de nombreux musées de région et ont été rassemblés au musée du Petit Palais dans le cadre d'un projet de regroupement de la collection initié en 1953. Les musées où étaient conservés ces œuvres avant le regroupement ont reçu d'autres tableaux en dépôt du musée du Louvre pour compléter leurs collections. Par exemple, des toiles d'Ingres à Toulouse. La ville d'Avignon a été choisie pour accueillir la collection Campana en raison de son histoire comme siège (temporaire) de la papauté. 
Il n'y a malheureusement que peu de renseignements sur la manière dont le marquis de Campana a constitué sa collection de peintures. On y retrouve toutefois un certain nombre de tableaux provenant de la collection du cardinal Fesch, par exemple la Sainte Conversation de Vittore Carpaccio.

## Musée des Beaux-Arts de Caen
En 1863 et 1872, l'État met en dépôt six oeuvres provenant de la collection Campana au musée des Beaux-Arts de Caen.
| Auteur de l'œuvre                  | Nom de l'œuvre                                          | Date | Type                   | Dimension (en cm) | Image |
| ---------------------------------- | ------------------------------------------------------- | ---- | ---------------------- | ----------------- | ----- |
| Pier Francesco Cittadini           | Portrait de femme (ou Autoportrait d'Elisabetta Sirani) |      | Huile sur toile        | 115,5 x 91,2      |       |
| Jan van den Hoecke                 | Jésus couronné d'épines                                 |      | Huile sur bois (chêne) | 57 x 43,5         |       |
| Anonyme (d'après Léonard de Vinci) | La Vierge aux Rochers (face) et Paysage (revers)        |      | Huile sur bois (chêne) | 62 x 45,8         |       |
| Pietro Liberi                      | Vénus, les Grâces et les Amours                         |      | Huile sur toile        | 150 x 201         |       |
| Théodore Poulakis                  | Saint Théodore                                          |      | Huile sur bois (sapin) | 45 x 33,5         |       |
| Théodore Poulakis                  | Saint Démétrius                                         |      | Huile sur bois         | 45 x 34,5         |       |